# Национальный зал славы игрушек
Национальный зал славы игрушек (англ. National Toy Hall of Fame) — американский зал славы, в который включаются игрушки и игры, сохранившие свою популярность в течение многих лет. Создан в 1998 году под руководством Эда Соби (англ. Ed Sobey).
Критериями для включения в список являются: статус «иконы» (игрушка широко распространена, уважаема и запоминаема); поддержание долговременного интереса (более чем мимолётное увлечение); содействие развитию (способствует обучению, творчеству или исследованию); инновационность (глубоко продуманные правила игры или дизайн игрушки).
Основанный в 1998 году, первоначально зал славы располагался в исследовательском поселении Гилберта — в детском интерактивном музее в городе Сейлем, штат Орегон; позже, в 2002 году, был перенесён в музей The National Museum of Play (ныне называется The Strong) в Рочестере, штат Нью-Йорк.
В настоящее время в Национальный зал славы игрушек включено более 63 игр и игрушек.

## Первые игрушки: 1998–1999 годы

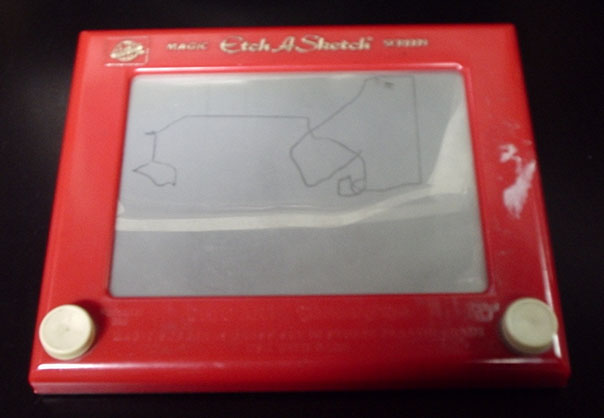
Волшебный экран

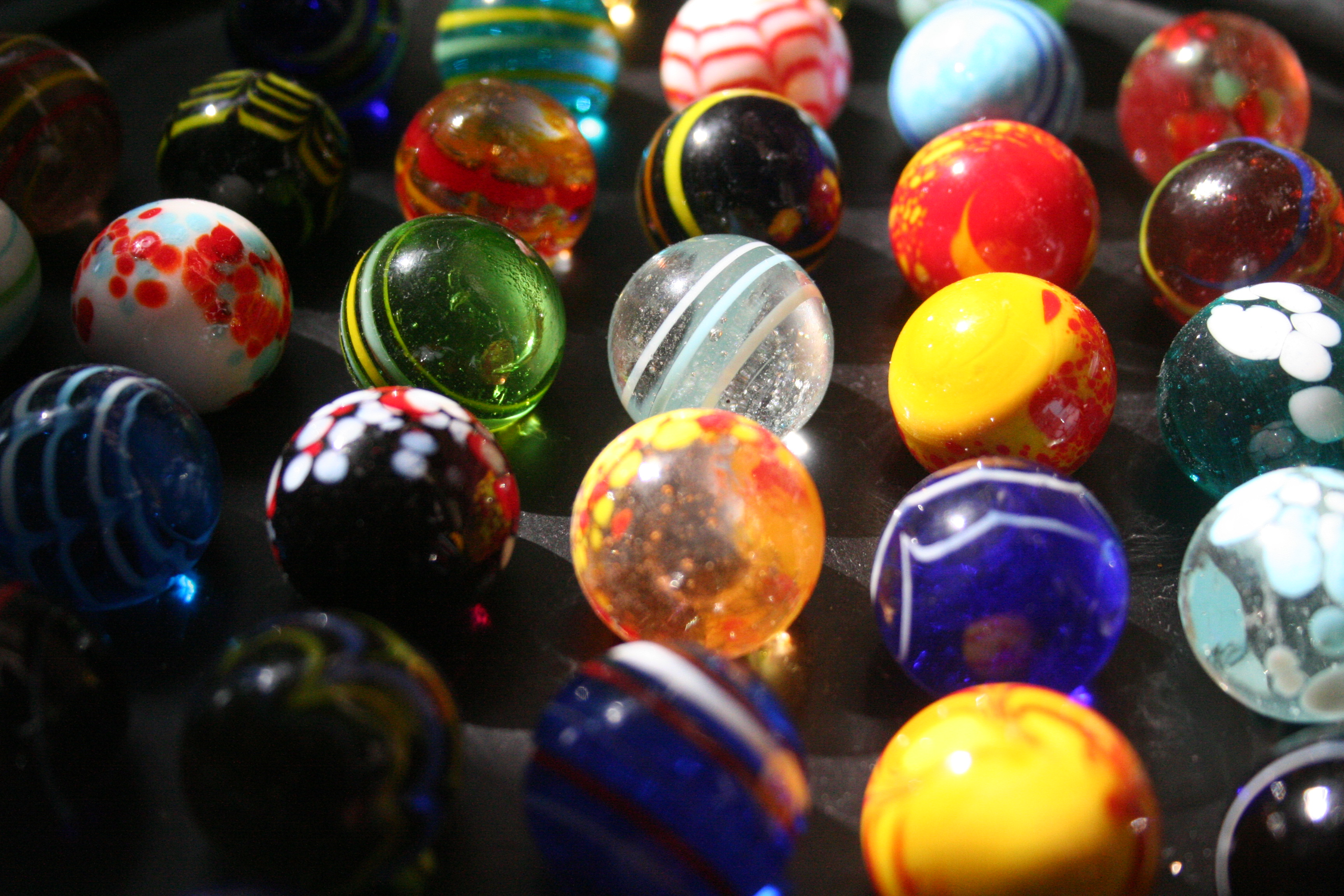
Марбл

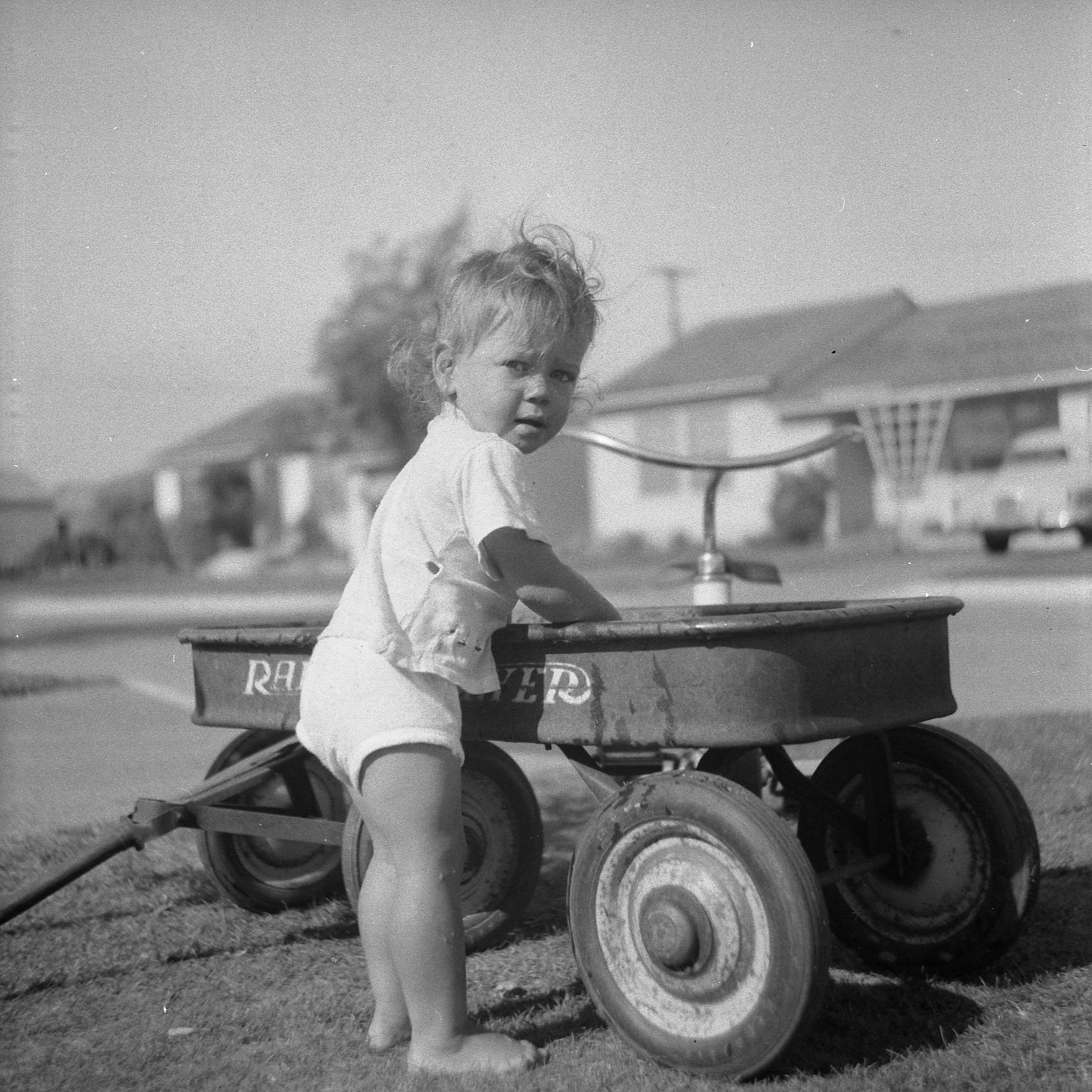
Повозка «Radio flyer»

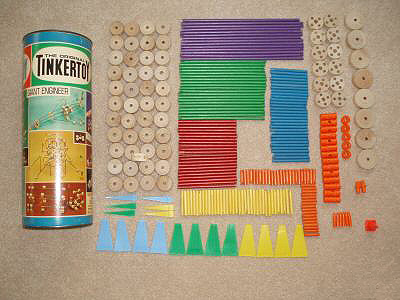
Tinkertoy

В числе первых, включённых в зал славы, были:
1. ферби
2. Crayola Crayon
3. Конструктор Erector Set[англ.]
4. Волшебный экран (англ. Etch A Sketch)
5. Летающий диск (англ. Freesbee)
6. Обруч (англ. Hula hoop)
7. Lego
8. Конструктор Lincoln Logs[англ.]
9. Марбл
10. Монополия
11. Play-Doh[англ.]
12. Radio Flyer wagon[англ.]
13. Роликовые коньки
14. Плюшевый мишка
15. Конструктор Tinkertoy[англ.]
16. View-Master[англ.]
17. Йо-йо

Студенты из близлежащего университета Willamette University добродушно возмущались, узнав что Мистер Картофельная голова и друг Барби  и Кен не были в него включены.

## 2000-е

### 2000 год

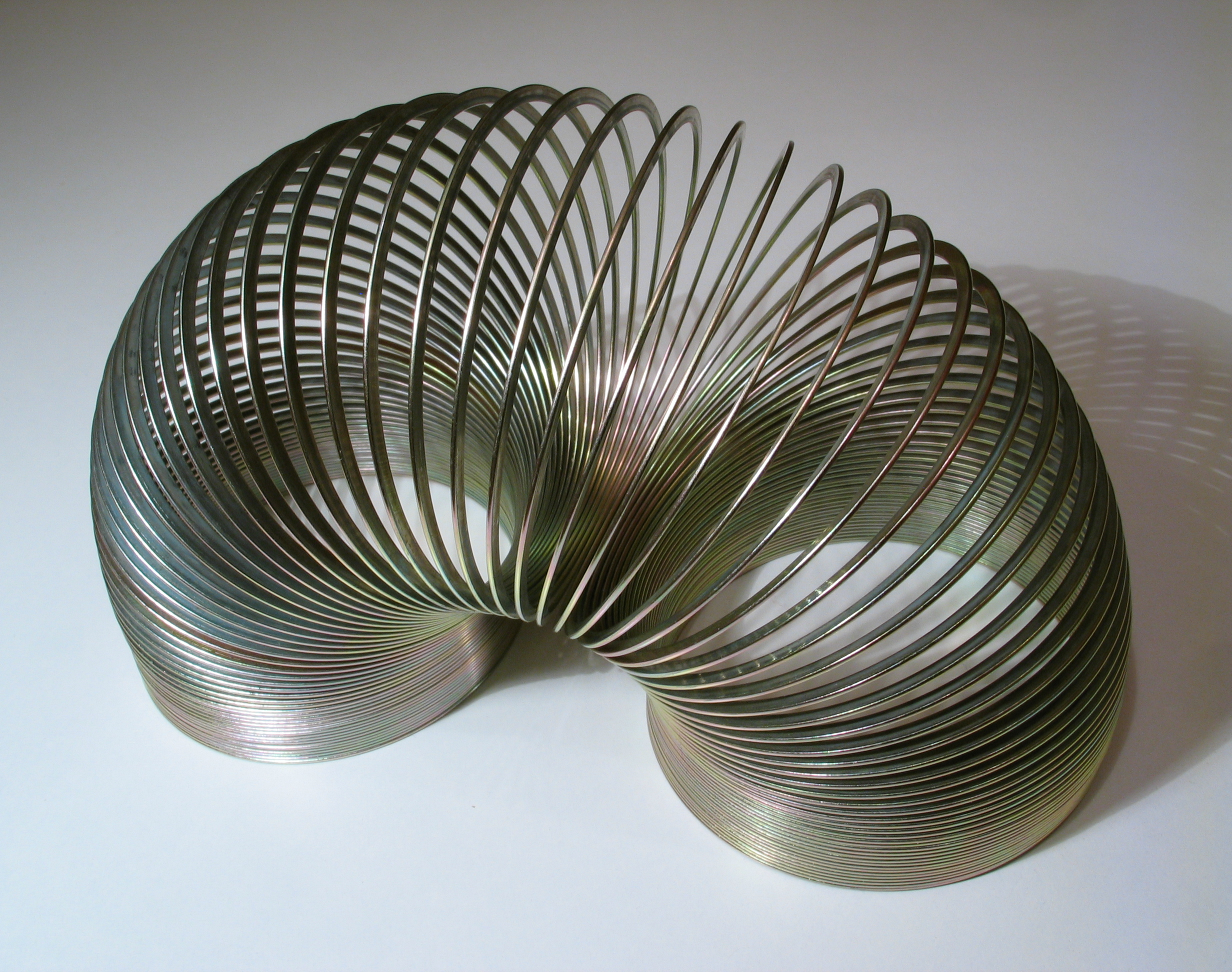
Слинки

В этом году из 34 номинантов группой педагогов и общественных деятелей, включая Шэрон Кицхабер (англ. Sharon Kitzhaber), супругу губернатора штата Орегон Джона Кицхабера, были отобраны:
1. Велосипед
2. Бабки
3. Скакалка
4. Mr. Potato Head
5. Слинки

### 2001 год

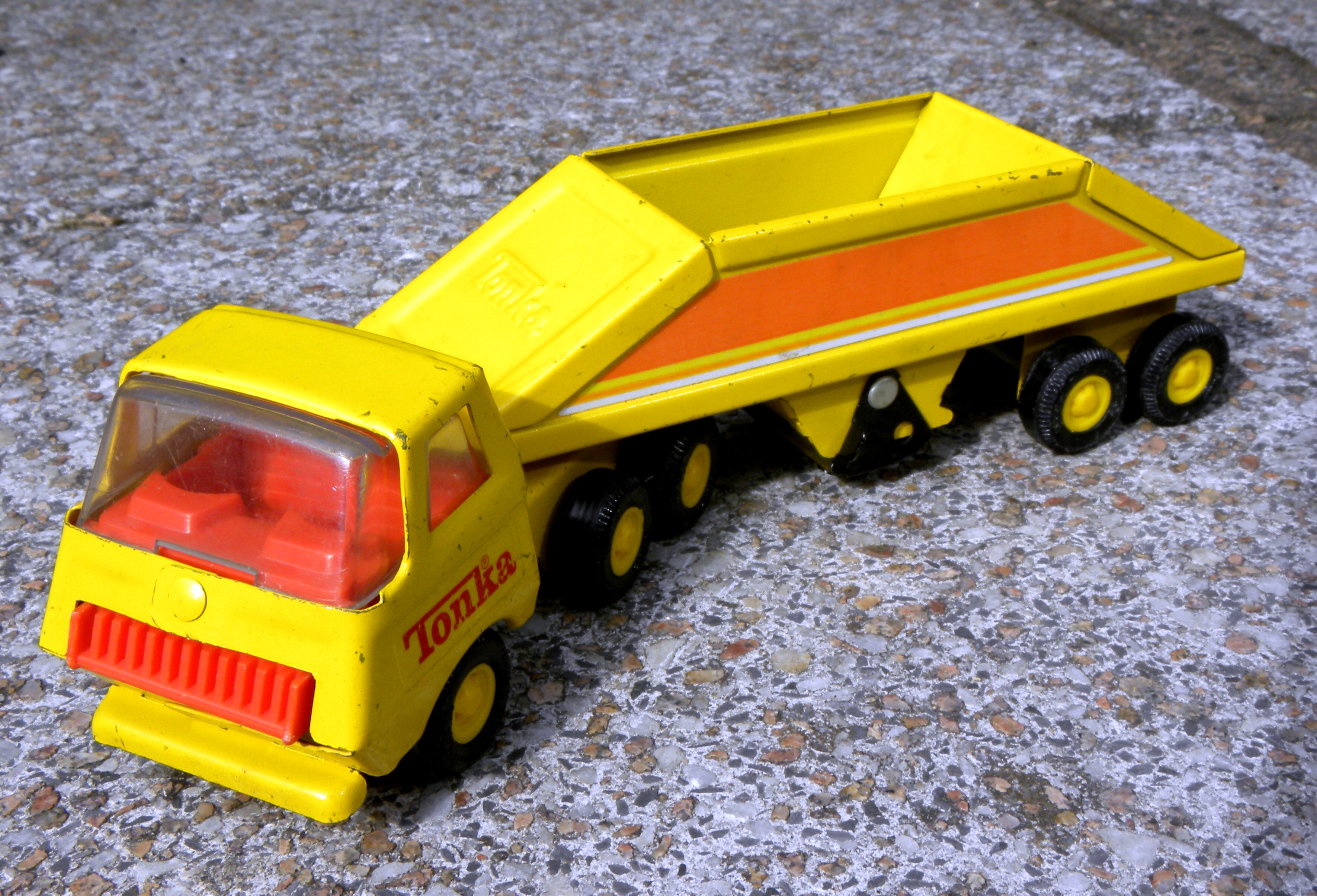
Tonka

Из списка 82-х номинантов, созданного взрослыми и детьми, группа выдающихся педагогов и общественных деятелей отобрала две игрушки:
1. Ручная жвачка
2. Tonka[англ.]

### 2002 год

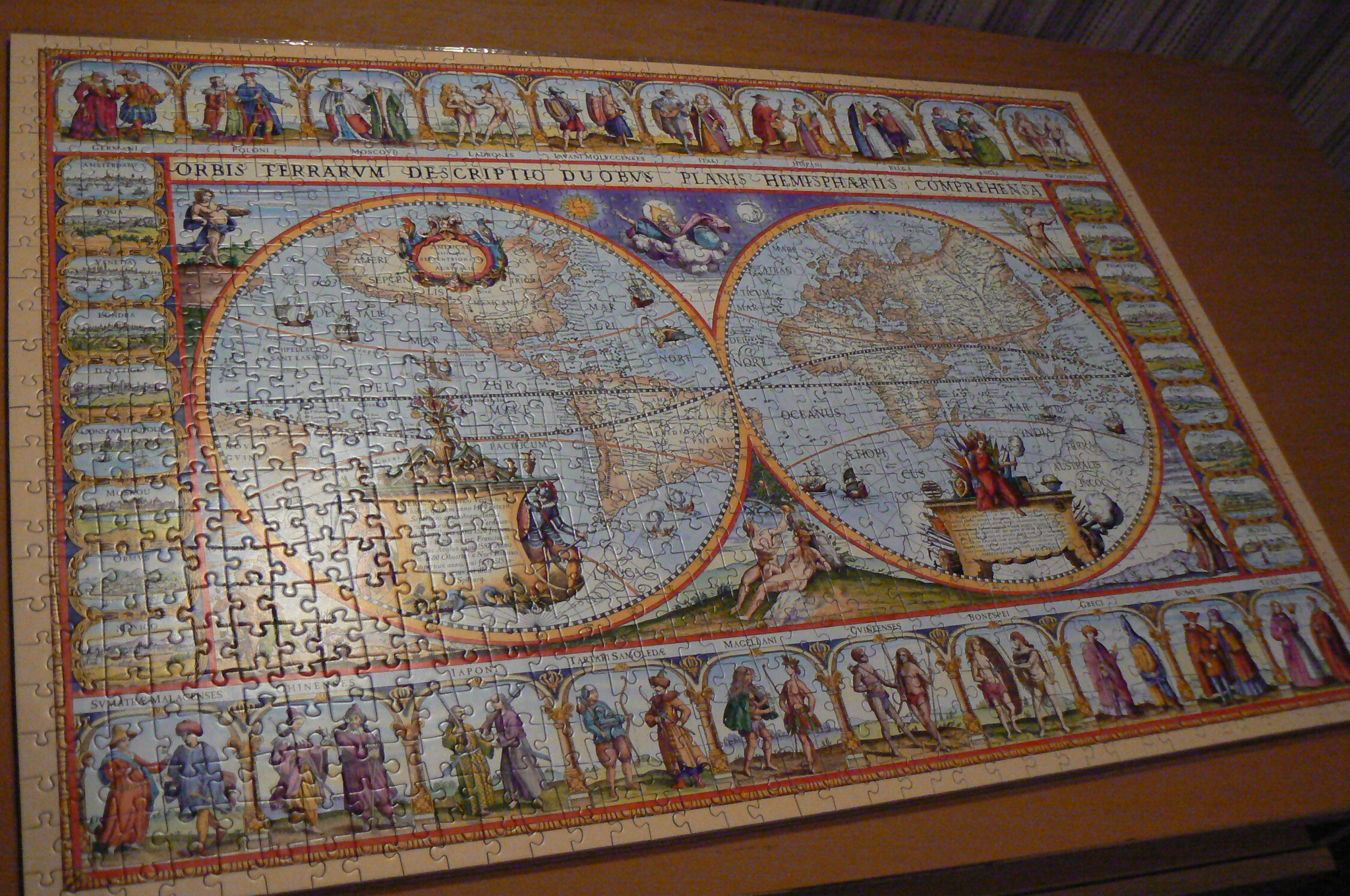
Пазл

Из более, чем девяноста номинантов, были отобраны:
1. Пазл
2. Тряпичная Энни

### 2003 год

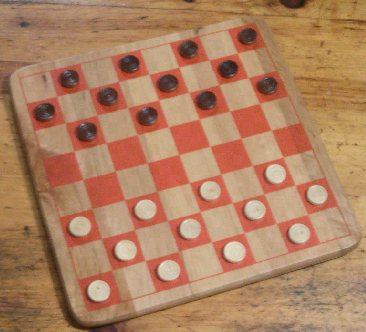
Английские шашки

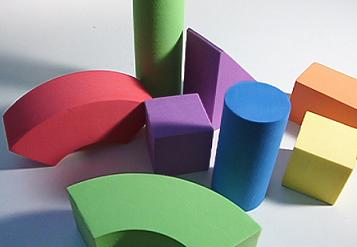
Строительные фигуры

В этом году были выбраны:
1. Строительные блоки
2. Английские шашки

### 2004 год

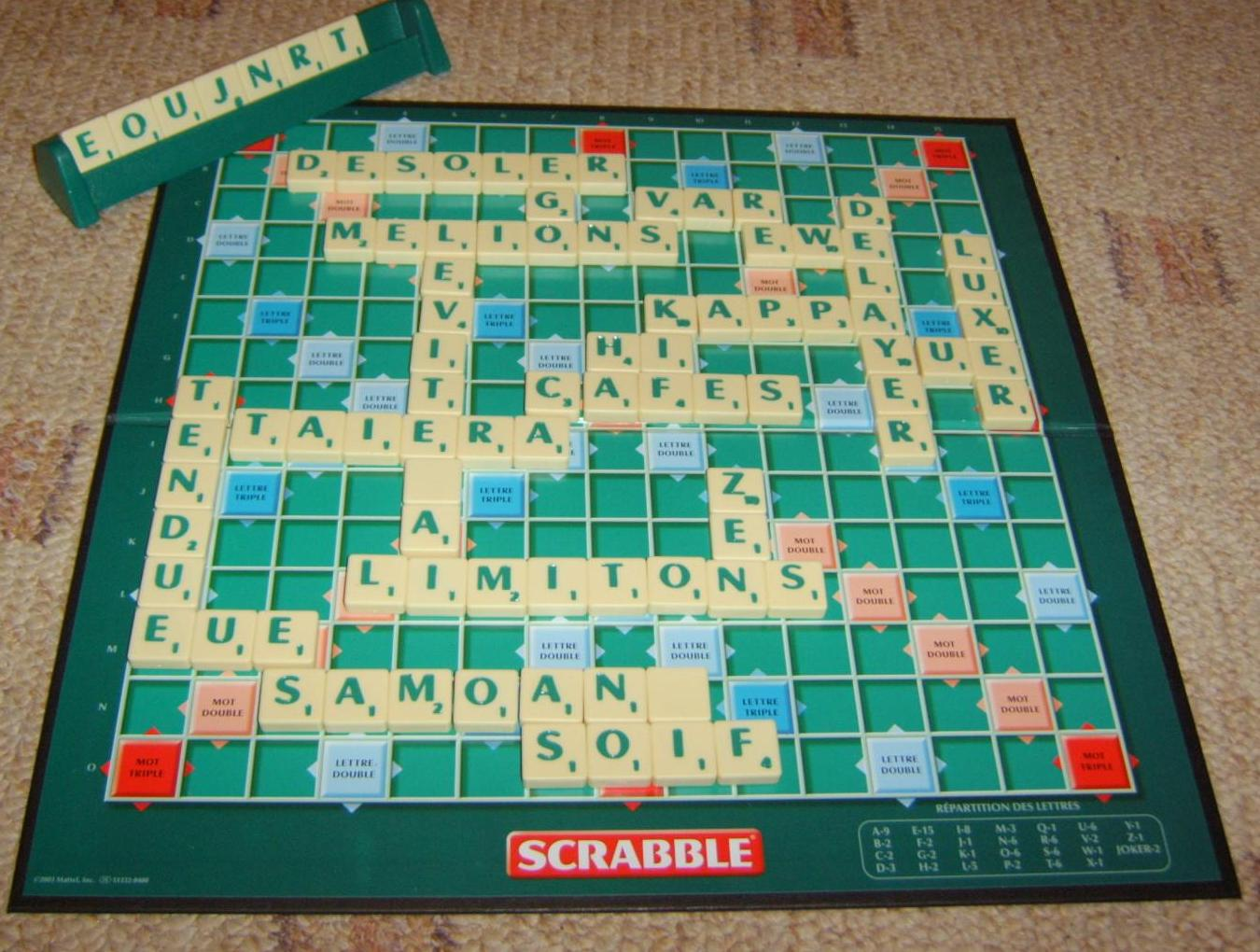
Скрэббл

Лауреатами этого года стали:
1. G.I. Joe
2. Лошадь-качалка
3. Скрэббл

### 2005 год
В данном году победили:
1. Candy Land[англ.][8]
2. Картонная коробка[9]
3. Jack-in-the-box

### 2006 год

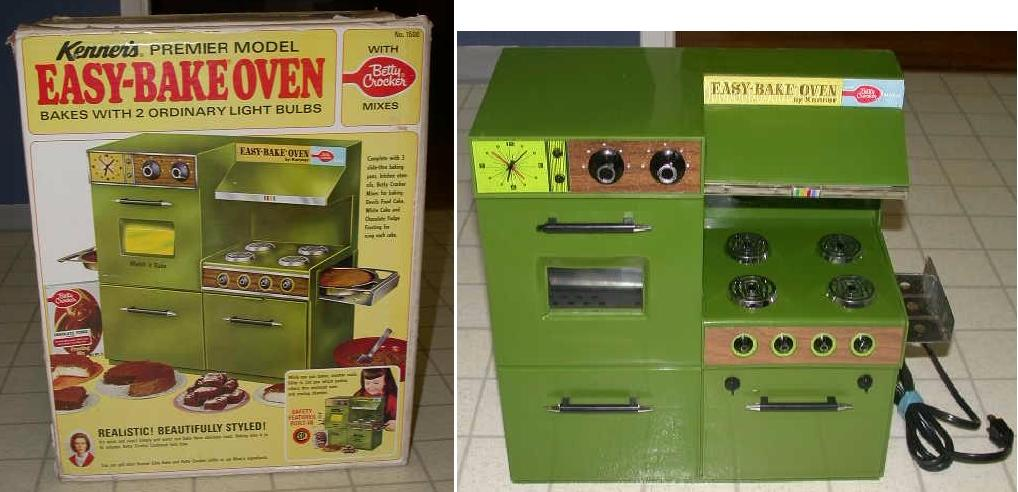
Детская печь

Номинантами этого года были: Atari 2600, трёхколёсный велосипед Big wheel, детская печь, доска-пазл для рисования, «меленькие человечки», модели игрушечных автомобилей Hot Wheels, игрушечная железная дорога Lionel Trains, интерактивная игра «Операция», конфеты с дозатором PEZ, резиновая уточка, скейтборд и твистер. Только два из двенадцати номинантов заняли места в зале славы:
1. Детская печь
2. Lionel Trains

### 2007 год

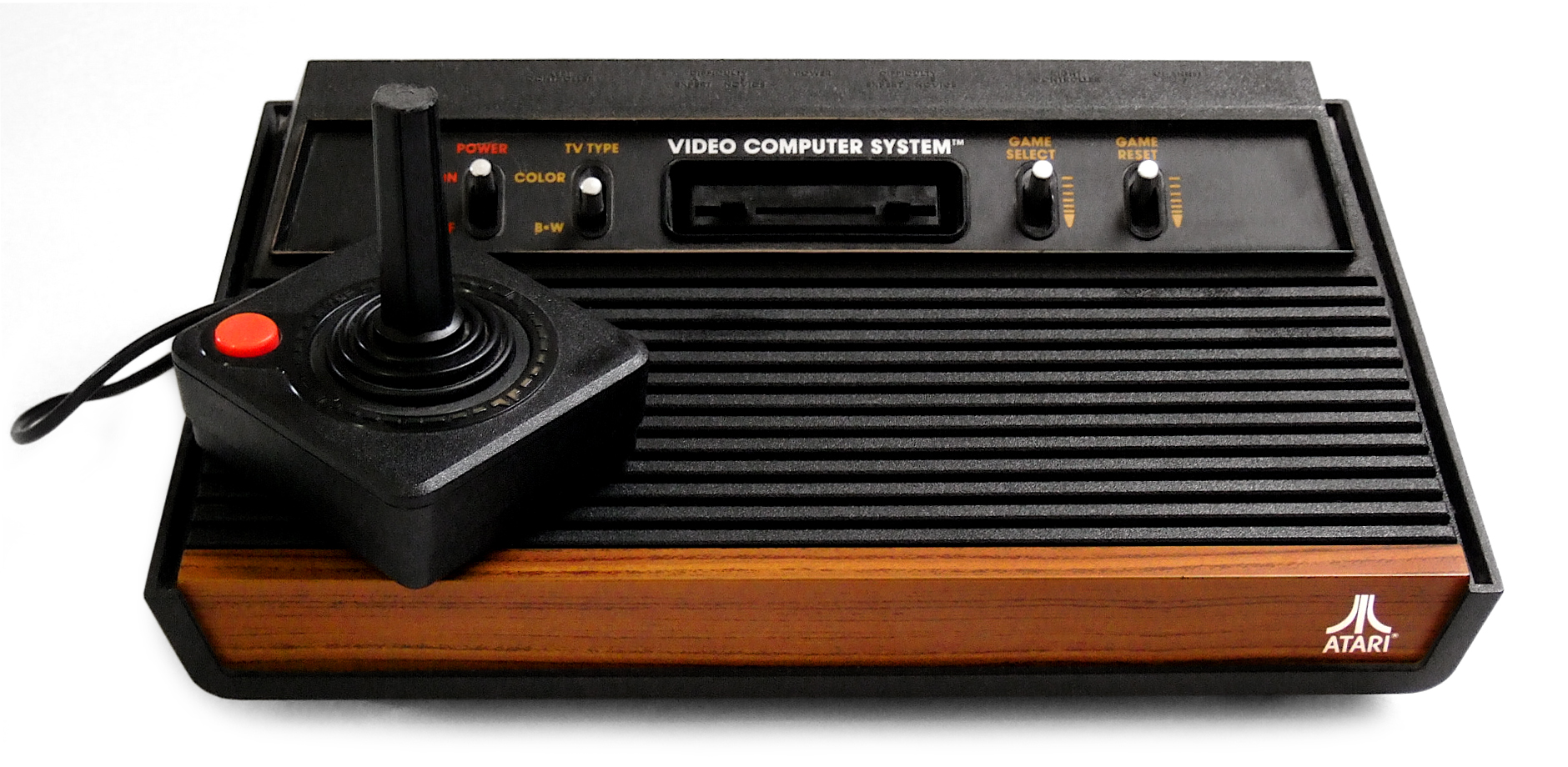
Atari 2600

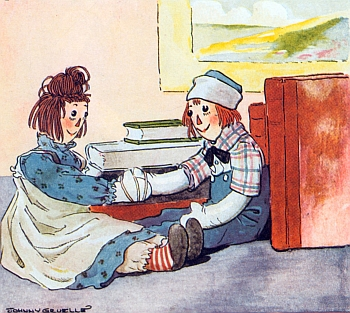
Тряпичный Энди

1. Игровая приставка Atari 2600[11]
2. Воздушный змей[12]
3. Тряпичный Энди[13]

### 2008 год

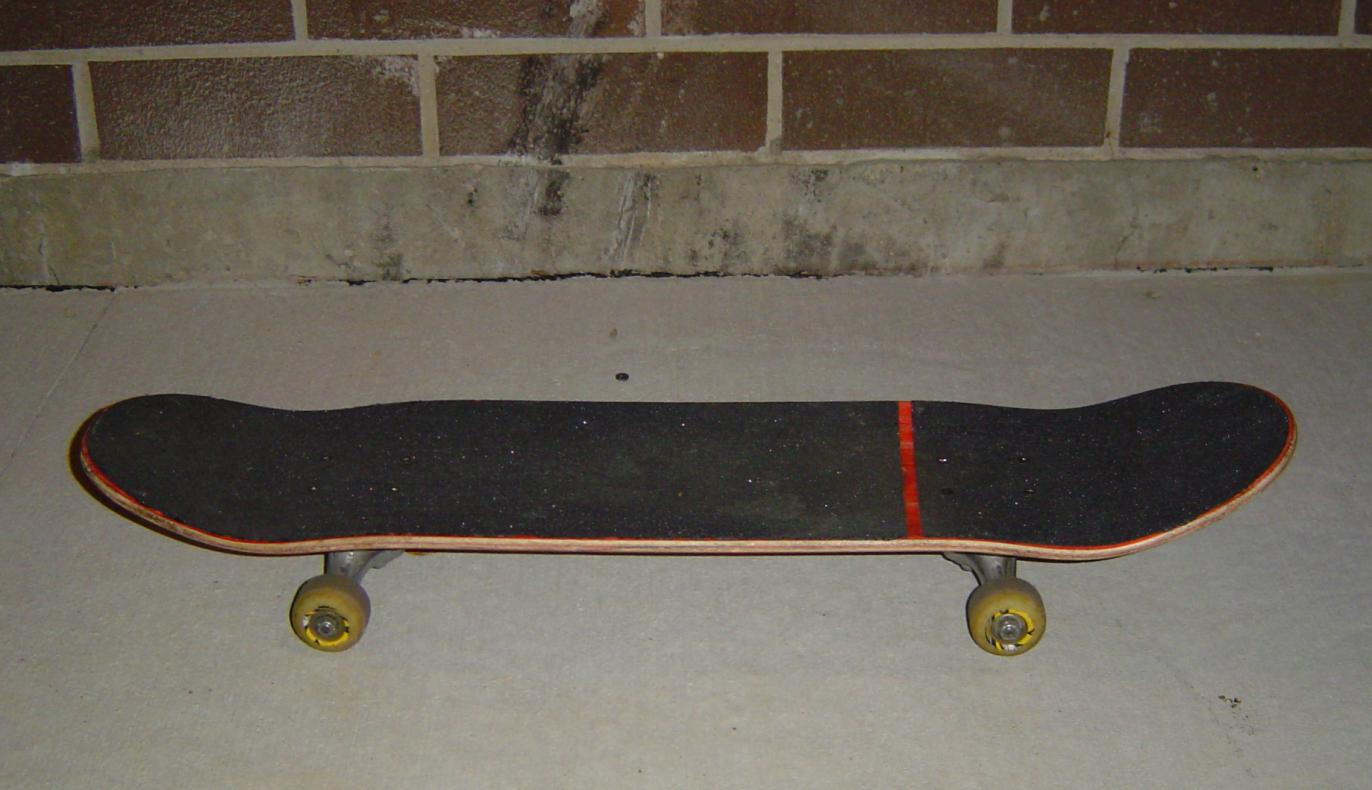
Скейтборд

Лауреаты этого года:
1. Палка
2. Пупс
3. Скейтборд

### 2009 год

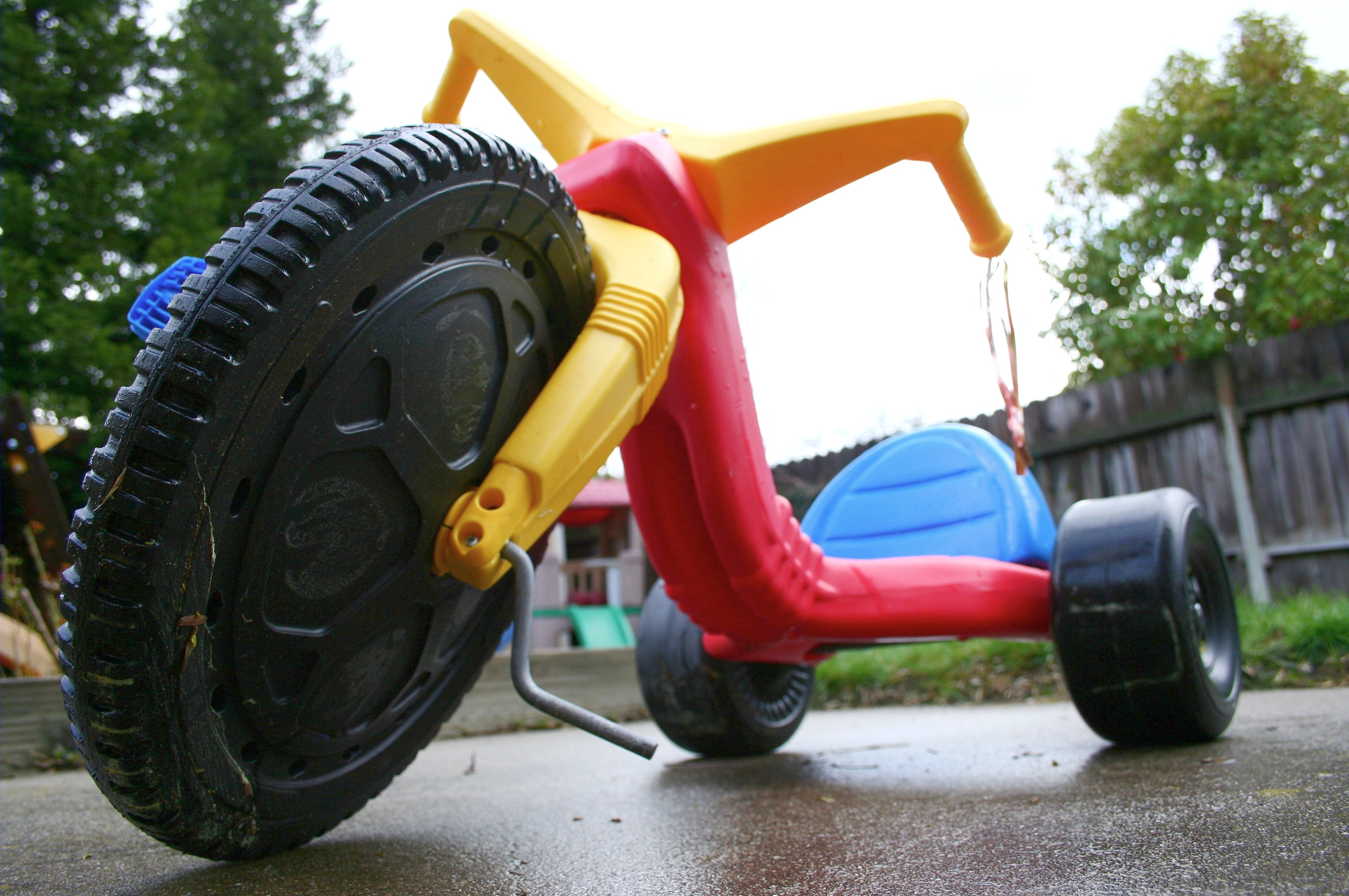
Big Wheel

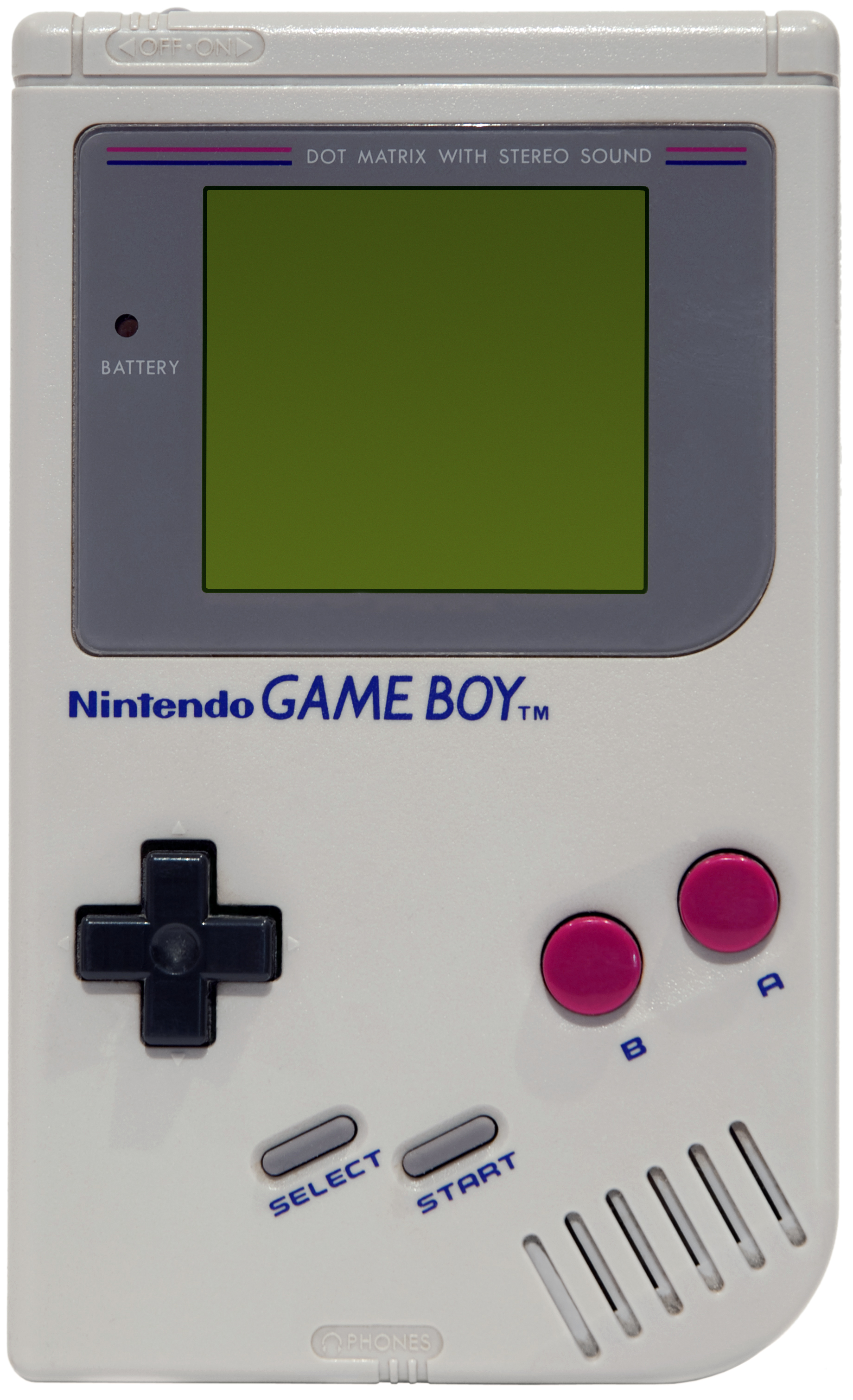
Game Boy

В зал славы вошли:
1. Мяч
2. Game Boy
3. Big wheel[англ.]

## 2010-е

### 2010 год

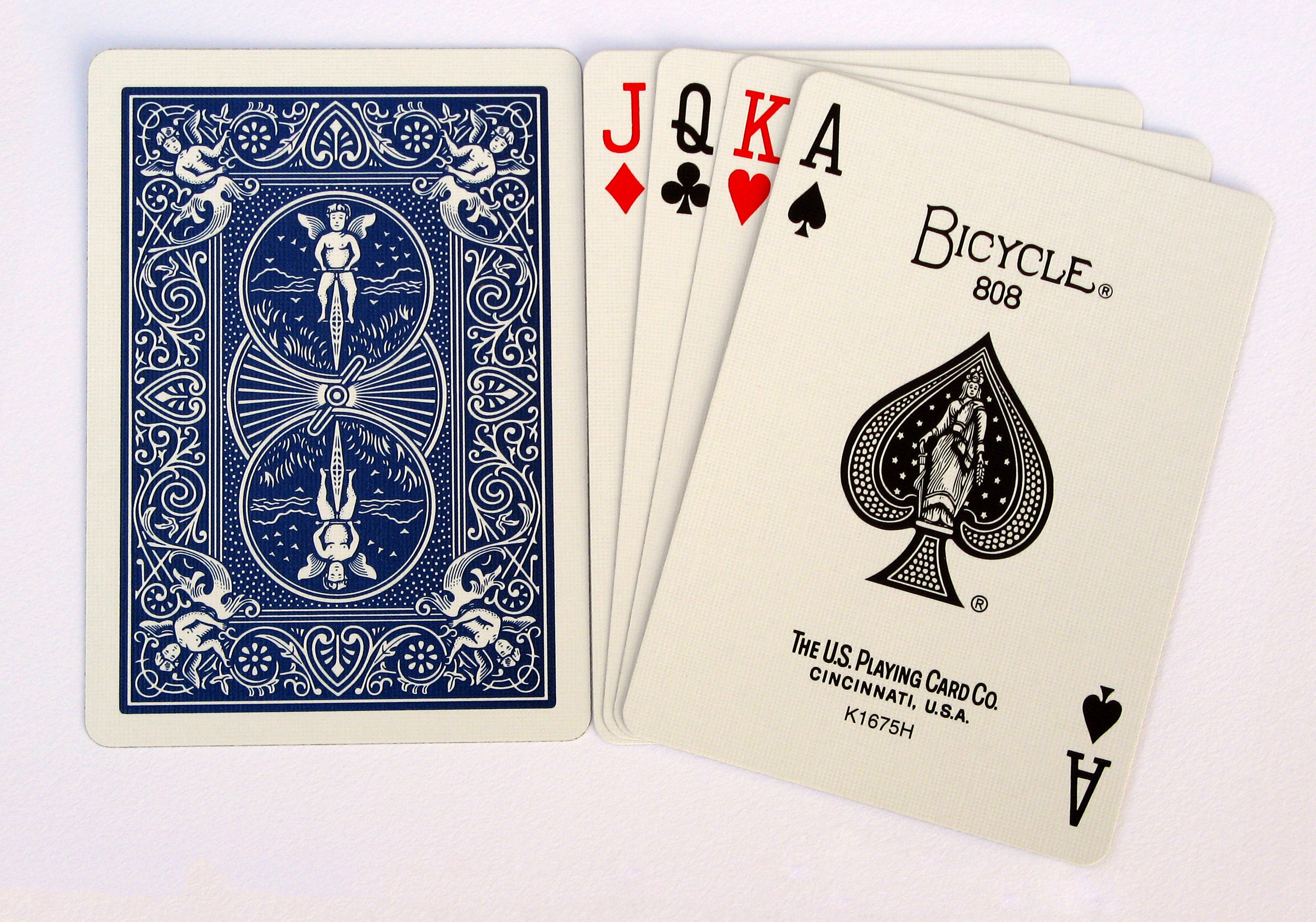
Игральные карты

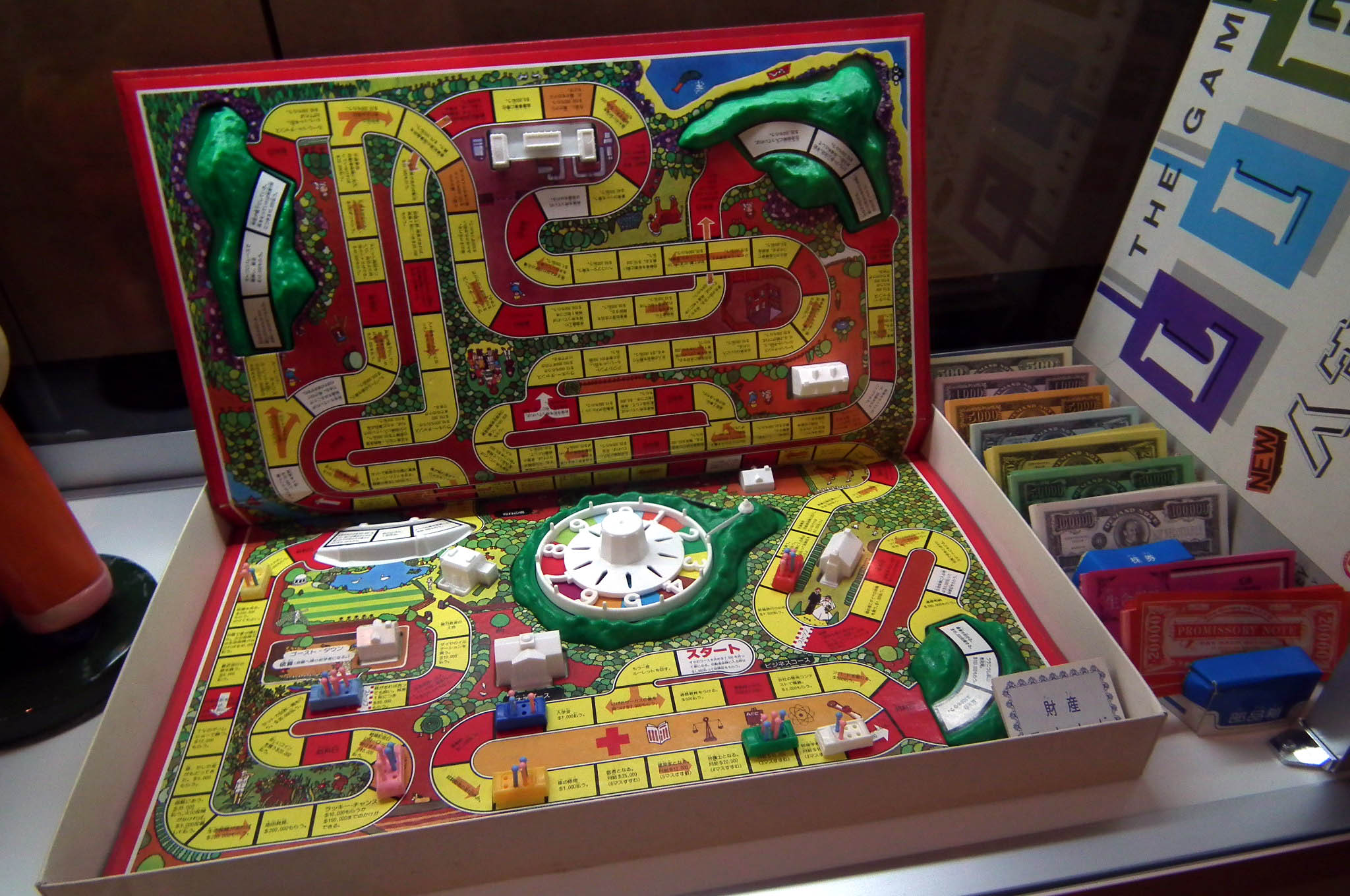
Японская версия игры «The Game of Life»

В этом году были выбраны:
1. Настольная игра The Game of Life[англ.]
2. Игральные карты

### 2011 год
Лауреаты этого года:

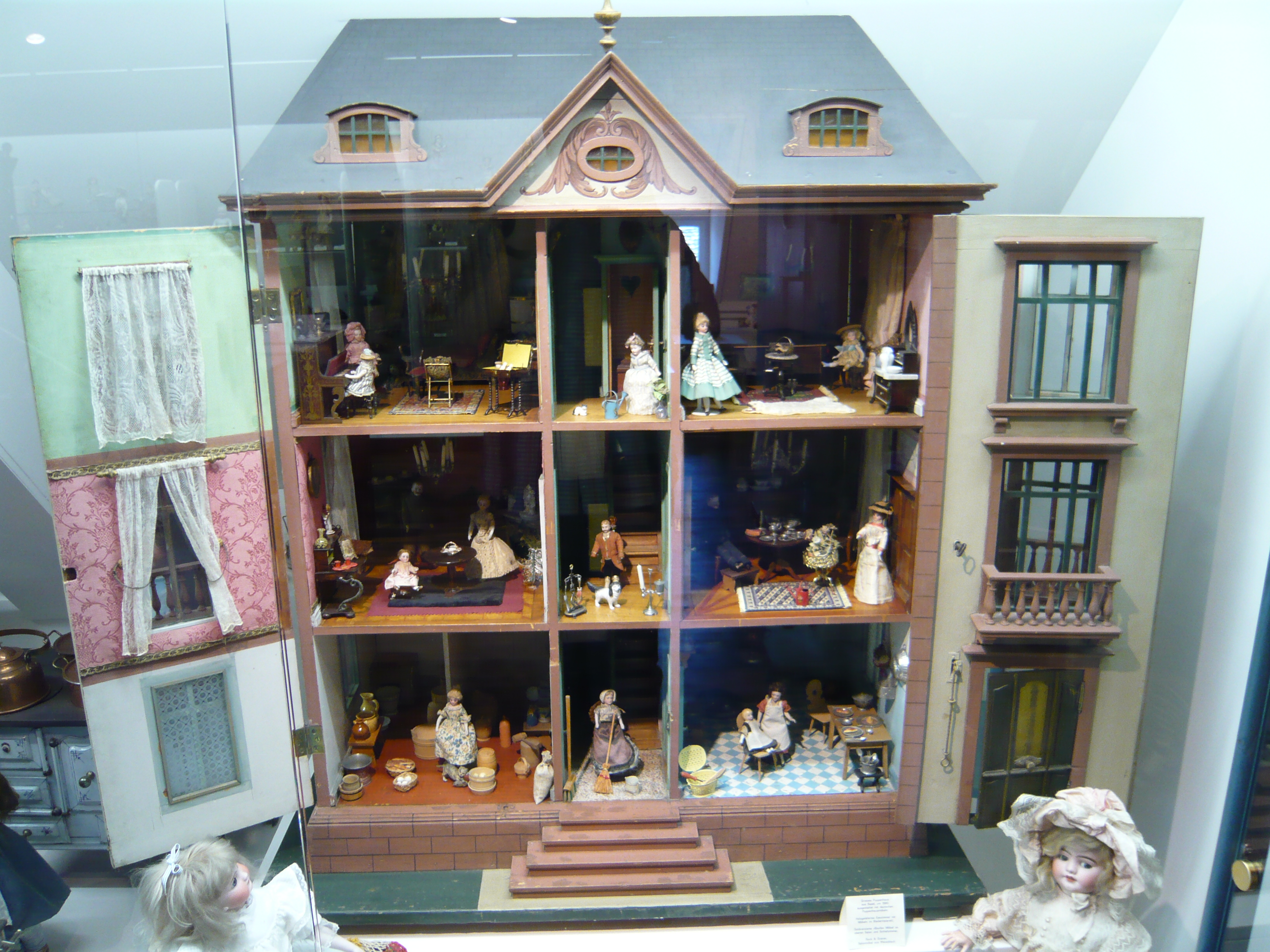
Кукольный дом

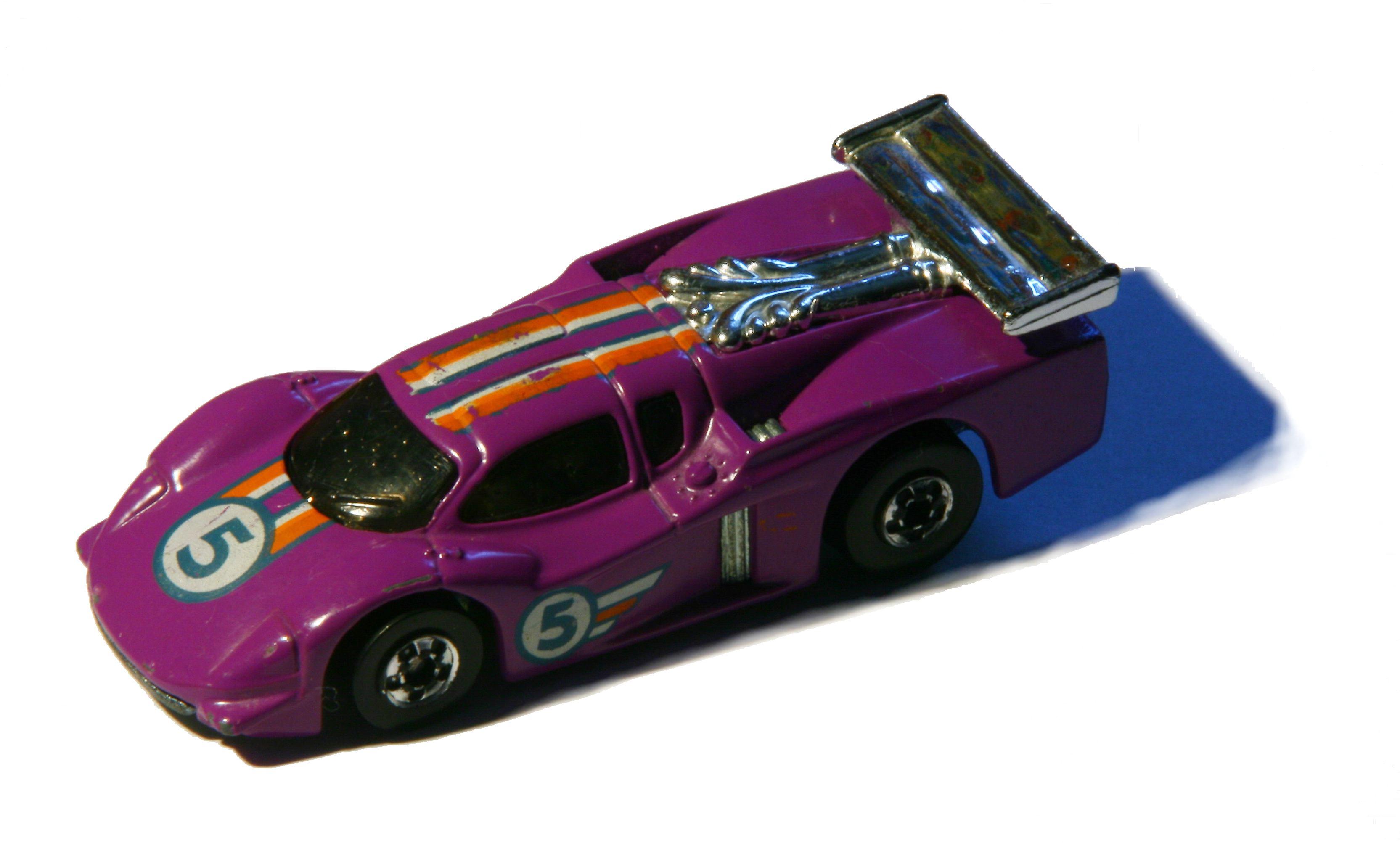
Hot Wheel

1. Серия моделей игрушечных автомобилей Hot Wheels
2. Кукольный домик
3. Одеяло

### 2012 год
В этом году победили:

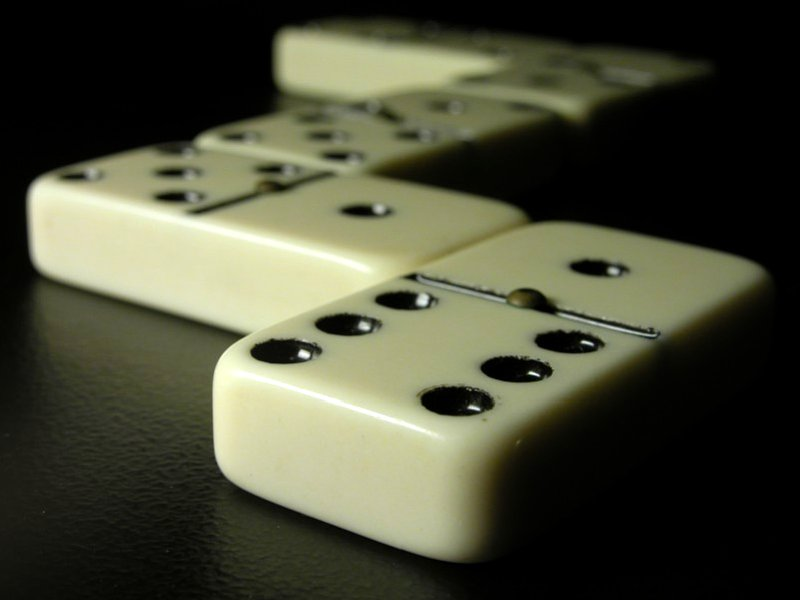
Домино

1. Кукольные персонажи «Звёздных войн»[англ.] компании Kenner
2. Домино

### 2013 год

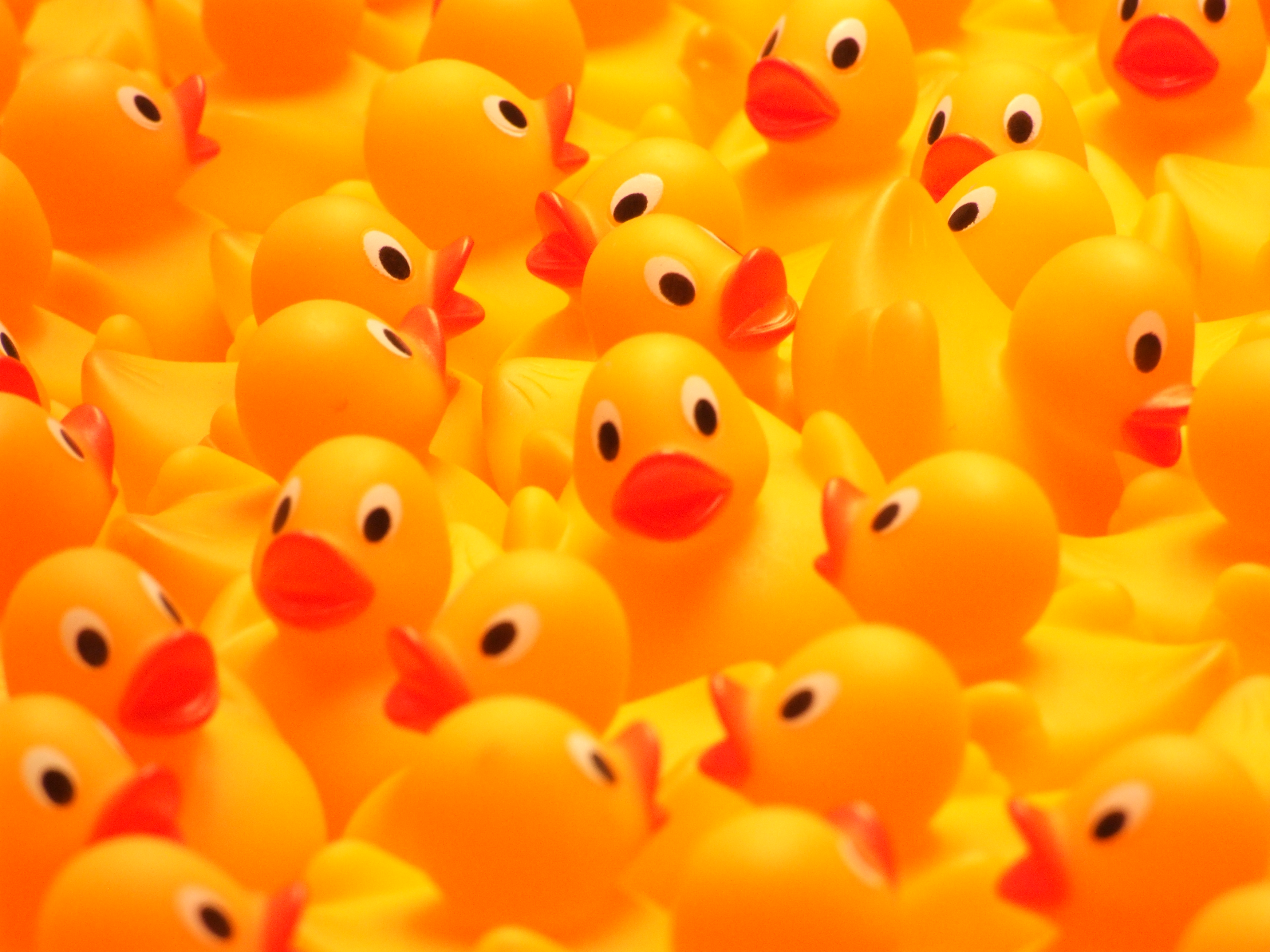
Резиновый утёнок

В этом году в зал славы были включены:
1. Шахматы
2. Резиновый утёнок

### 2014 год

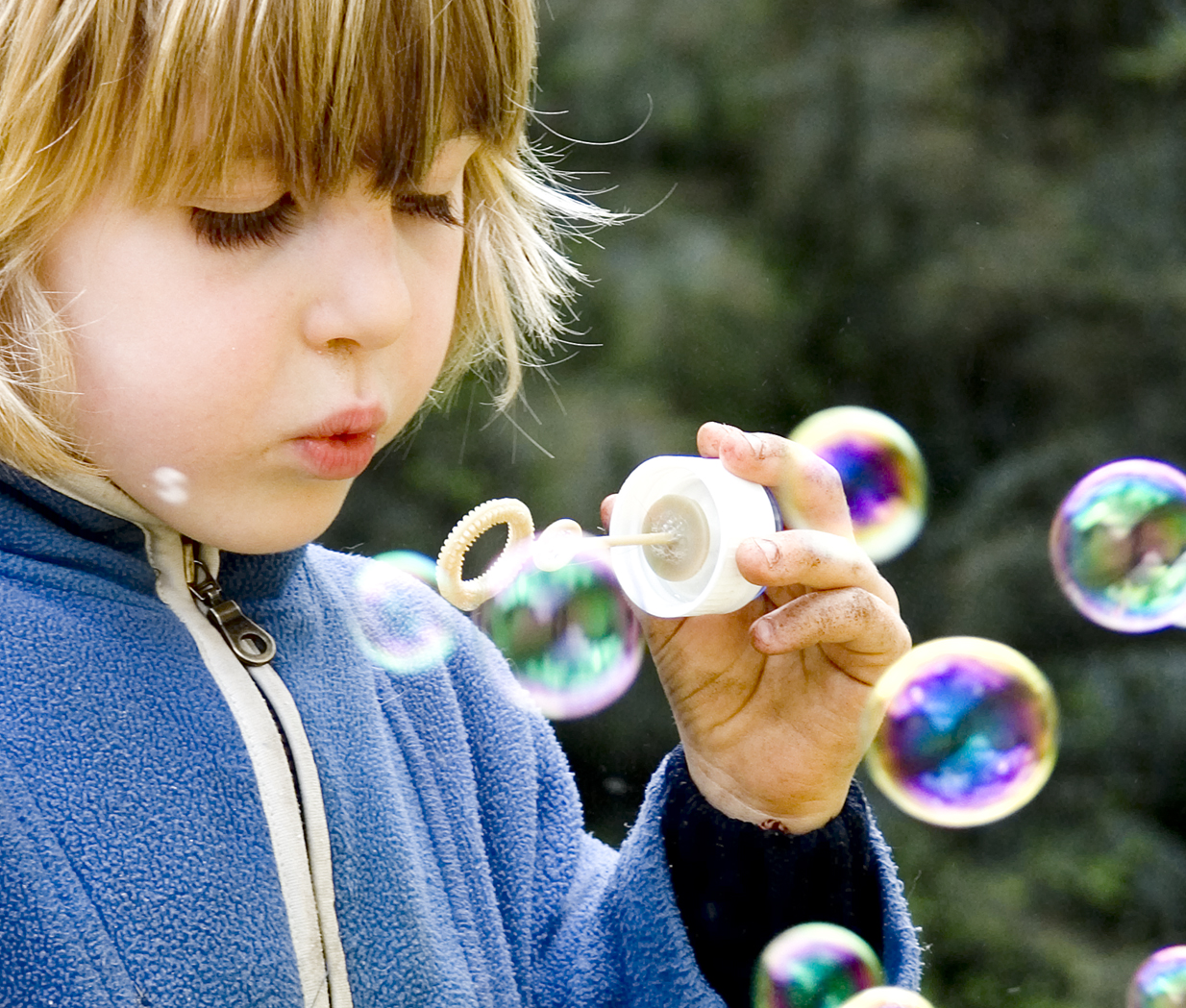
Мыльный пузырь

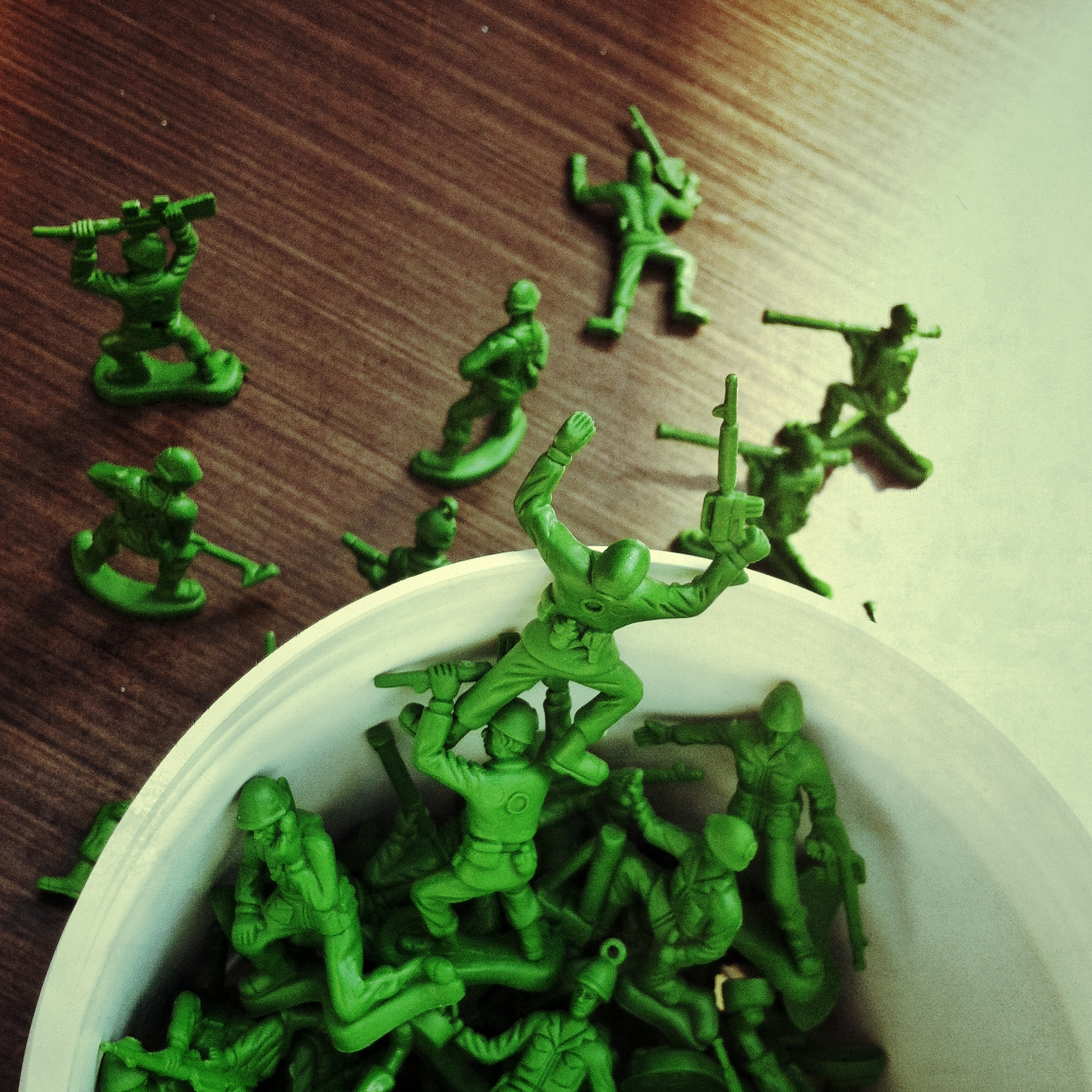
Зелёный пластмассовый солдатик

Следующие игры и игрушки были добавлены в Зал в 2014 году:
1. Зелёный пластмассовый солдатик[англ.]
2. Мыльный пузырь
3. Кубик Рубика

### 2015 год

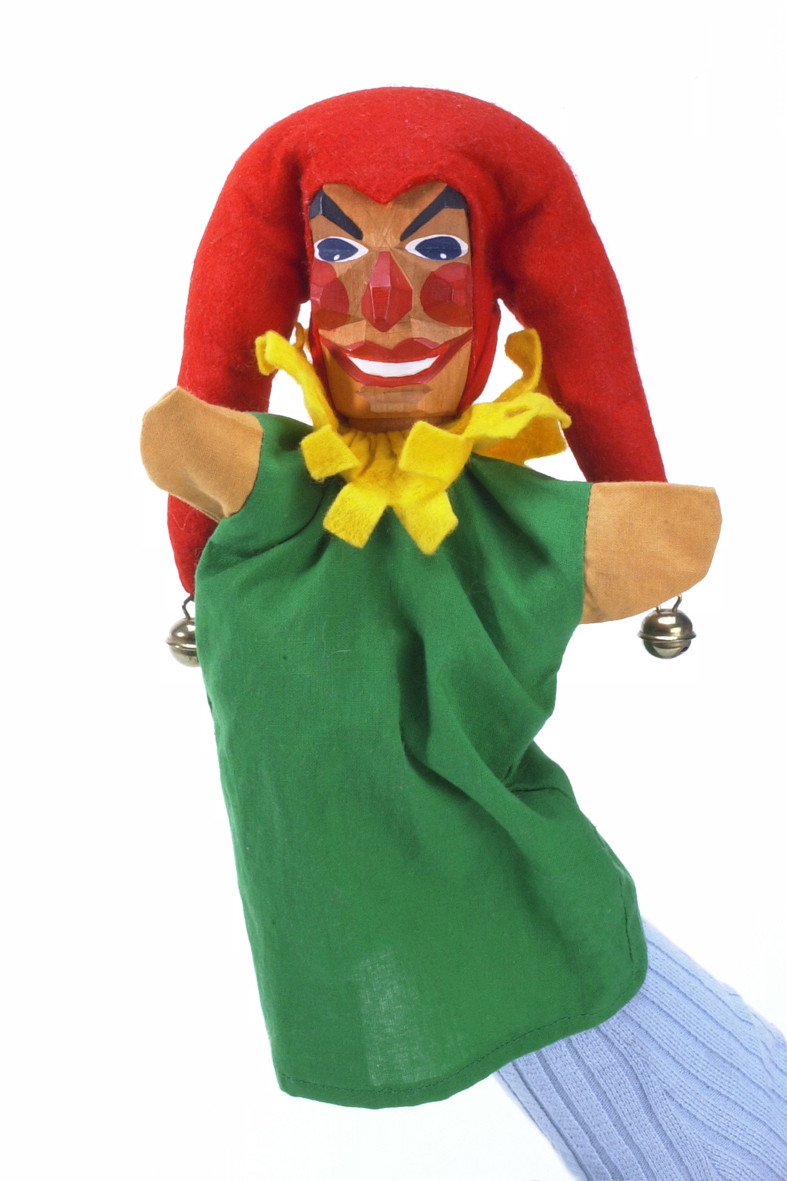
Puppet

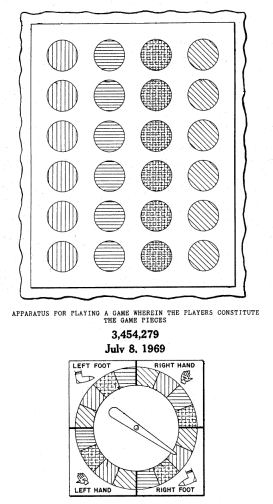
Твистер

Лауреатами этого года стали:
1. Кукла-актёр (англ. Puppet)
2. Твистер
3. Водяное оружие Super Soaker[англ.]

### 2016 год

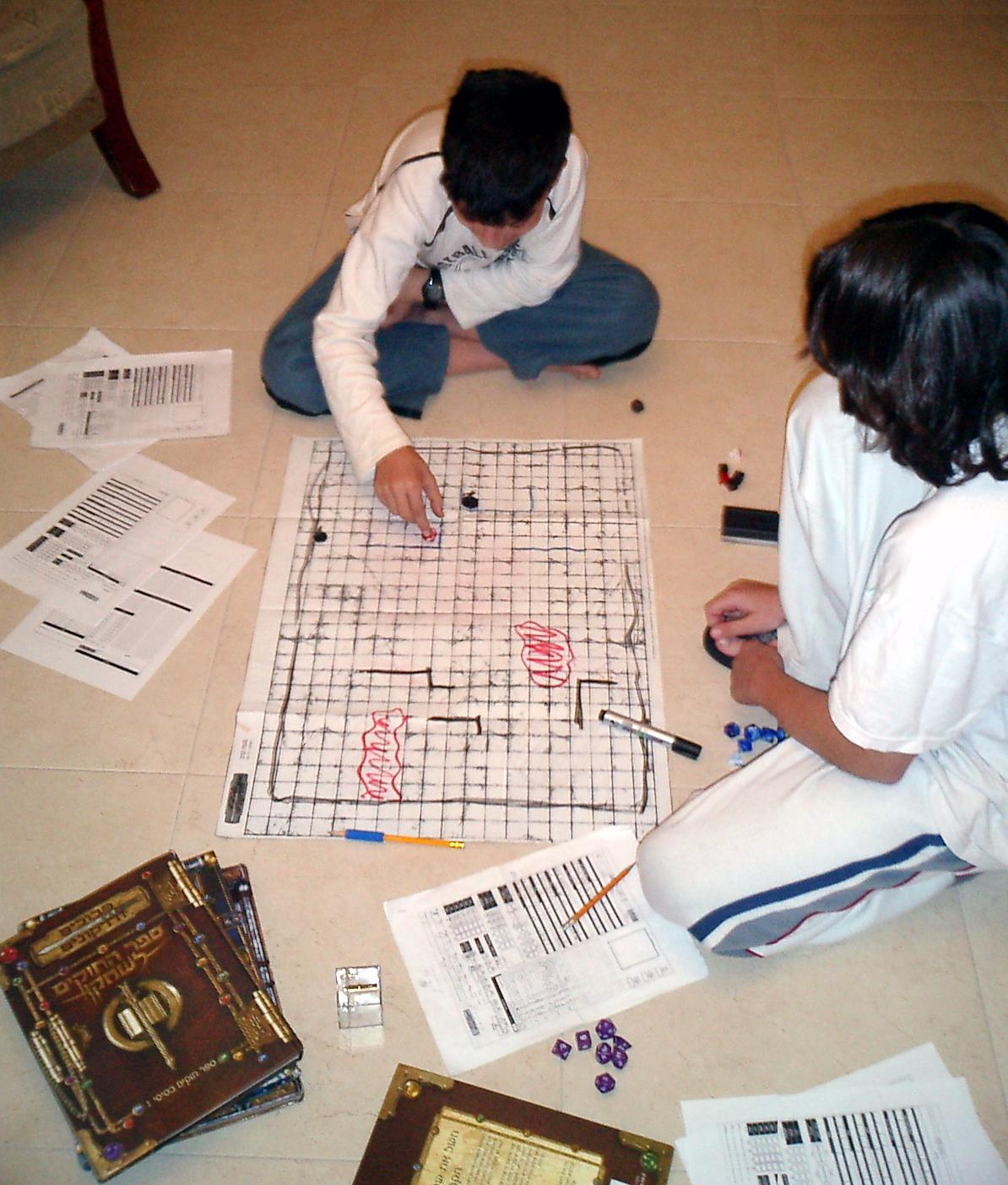
Игра в Подземелья и Драконы

Следующие игры были добавлены в 2016 году:
1. Настольная ролевая игра «Подземелья и драконы»
2. Little People[англ.]
3. Качели

### 2017 год

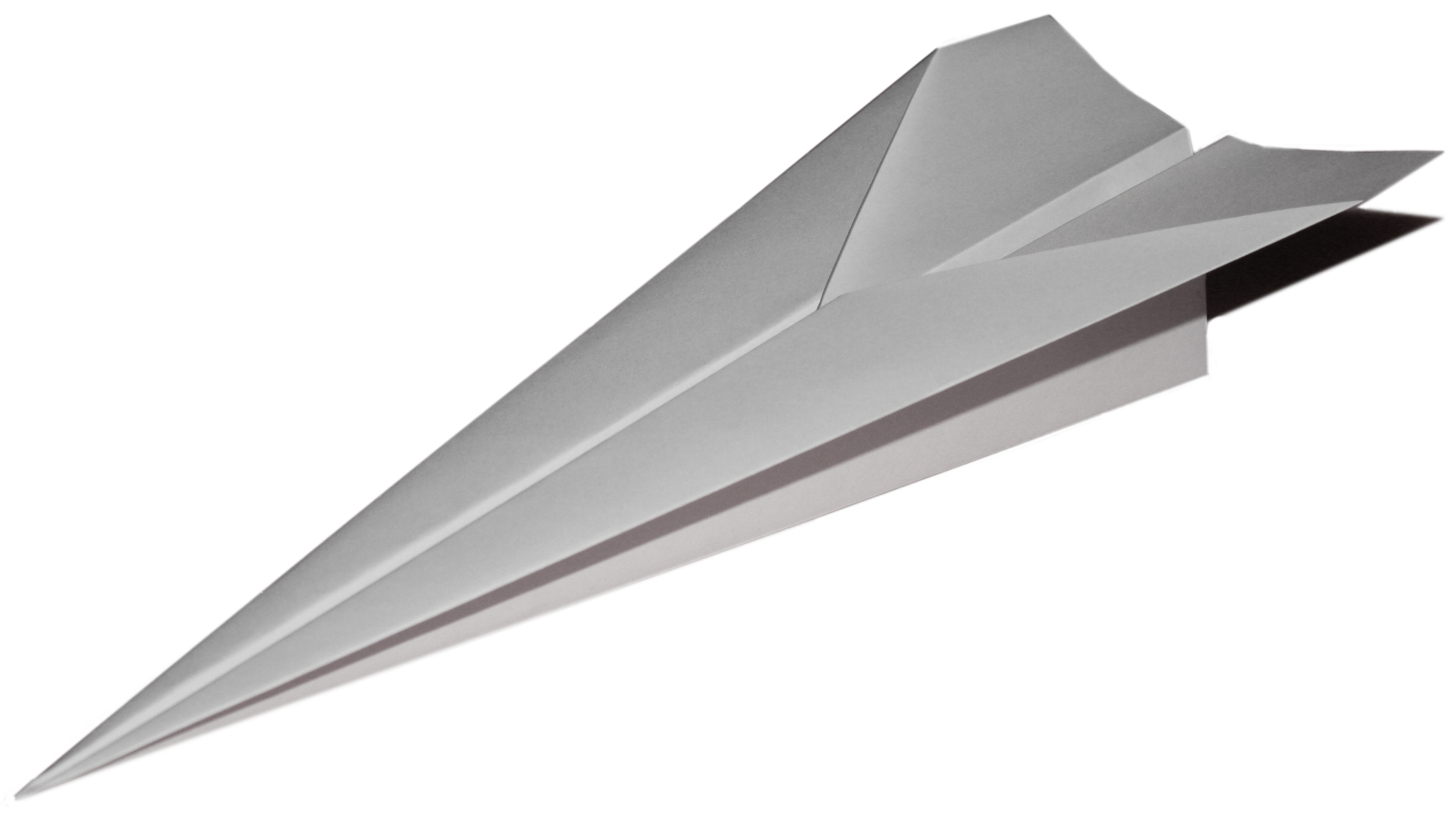
Бумажный самолёт

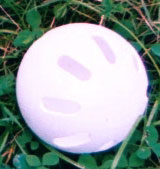
Wiffle Ball

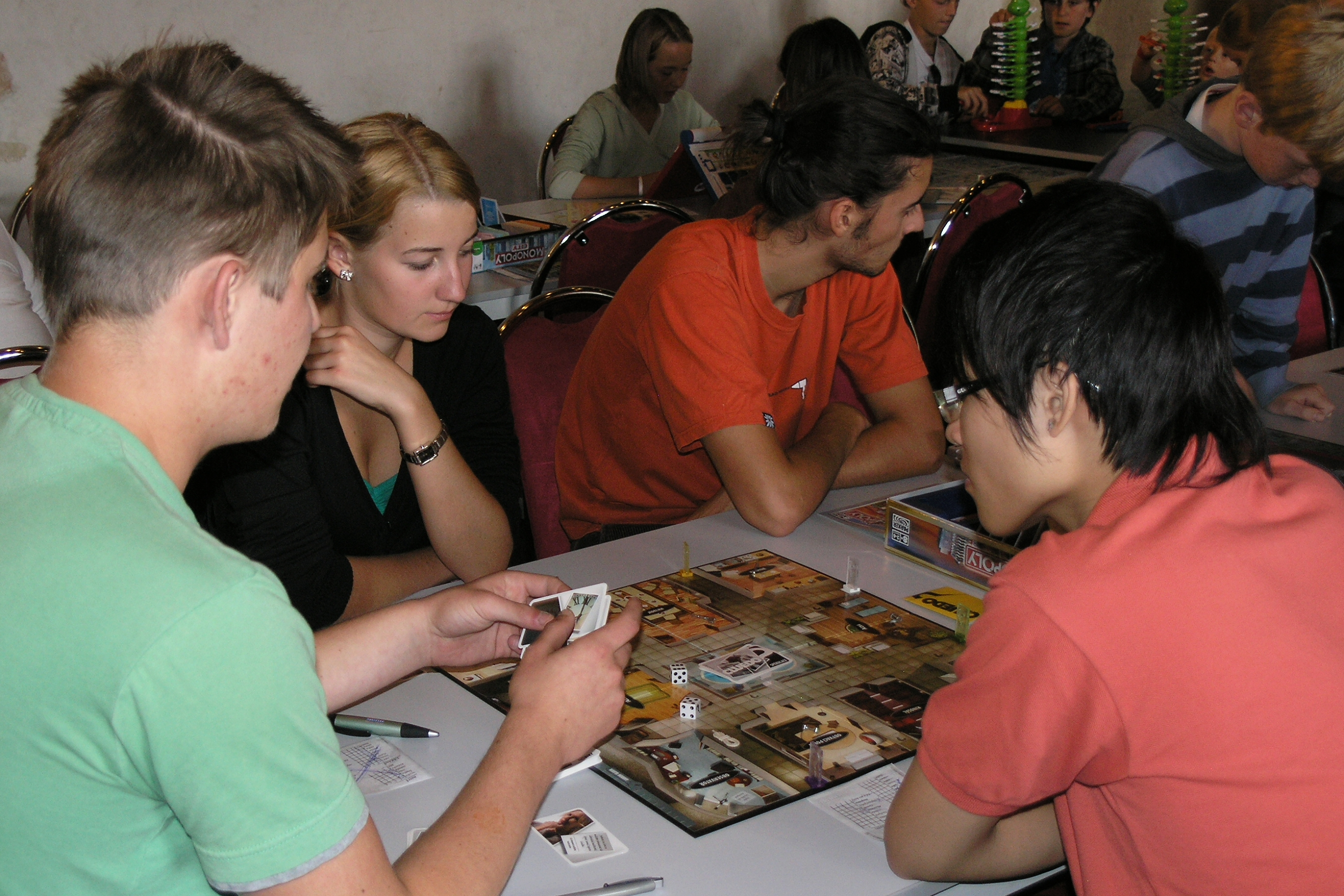
Игра в Cluedo

Следующие игры были добавлены в 2017 году:
1. Cluedo
2. Wiffle Ball[англ.]
3. Бумажный самолёт

### 2018 год

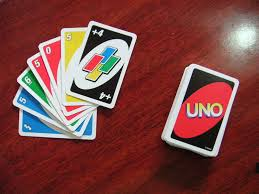
Карты Уно

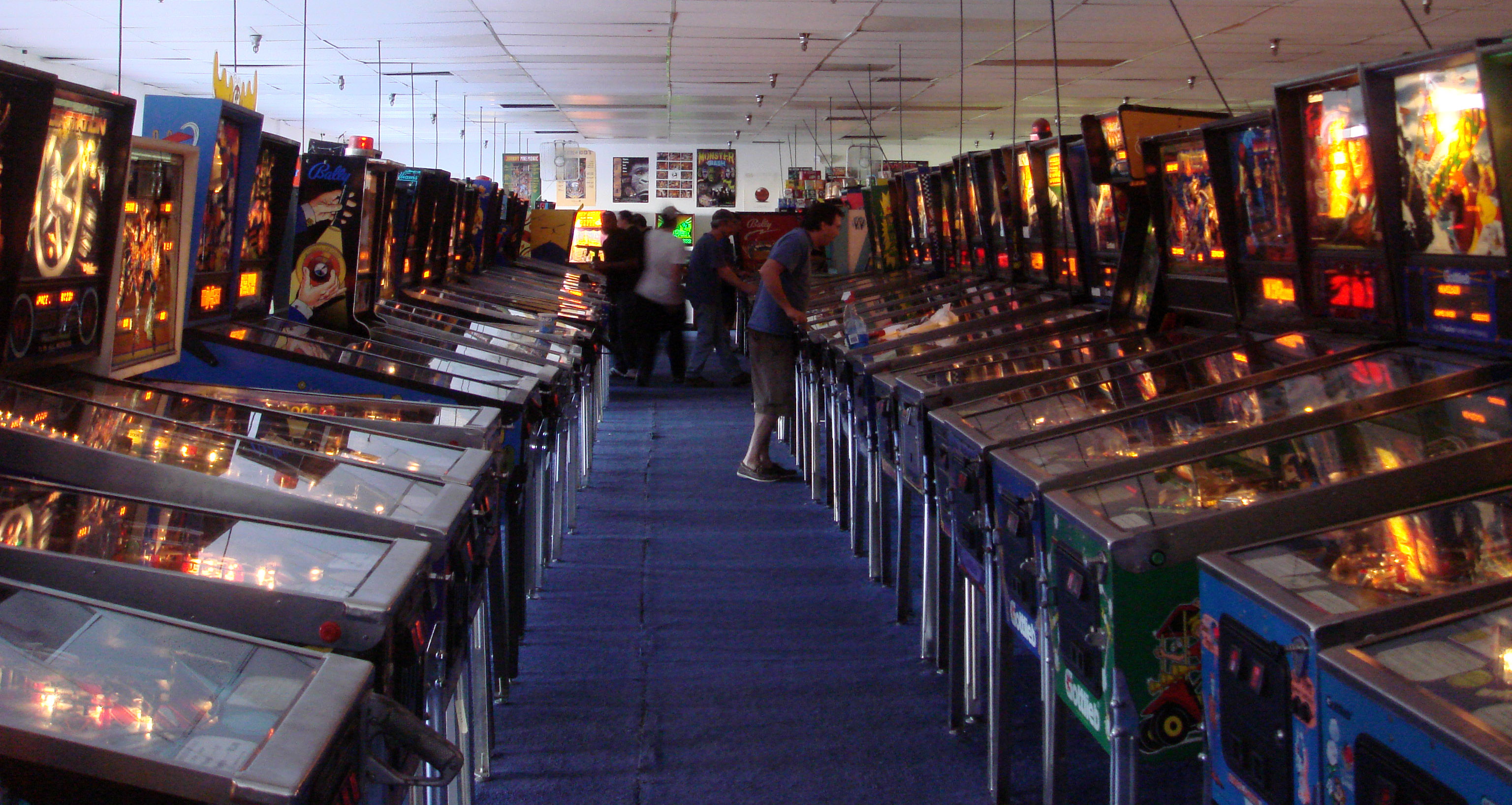
Зал славы пинбола

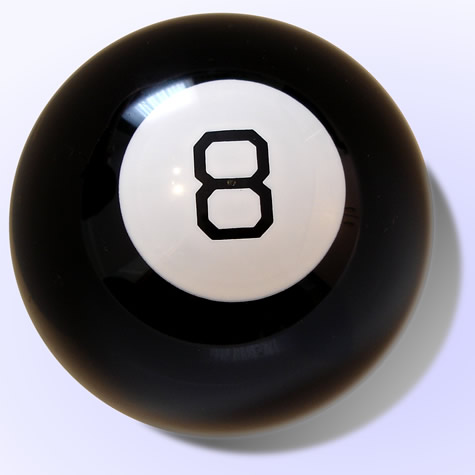
Magic 8 ball

Следующие игры были добавлены в 2018 году:
1. Magic 8 ball
2. Пинбол
3. Уно

### 2019 год

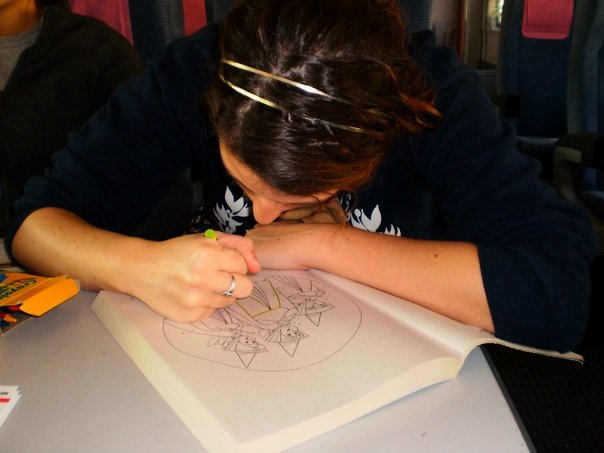
Девушка раскрашивает раскраску

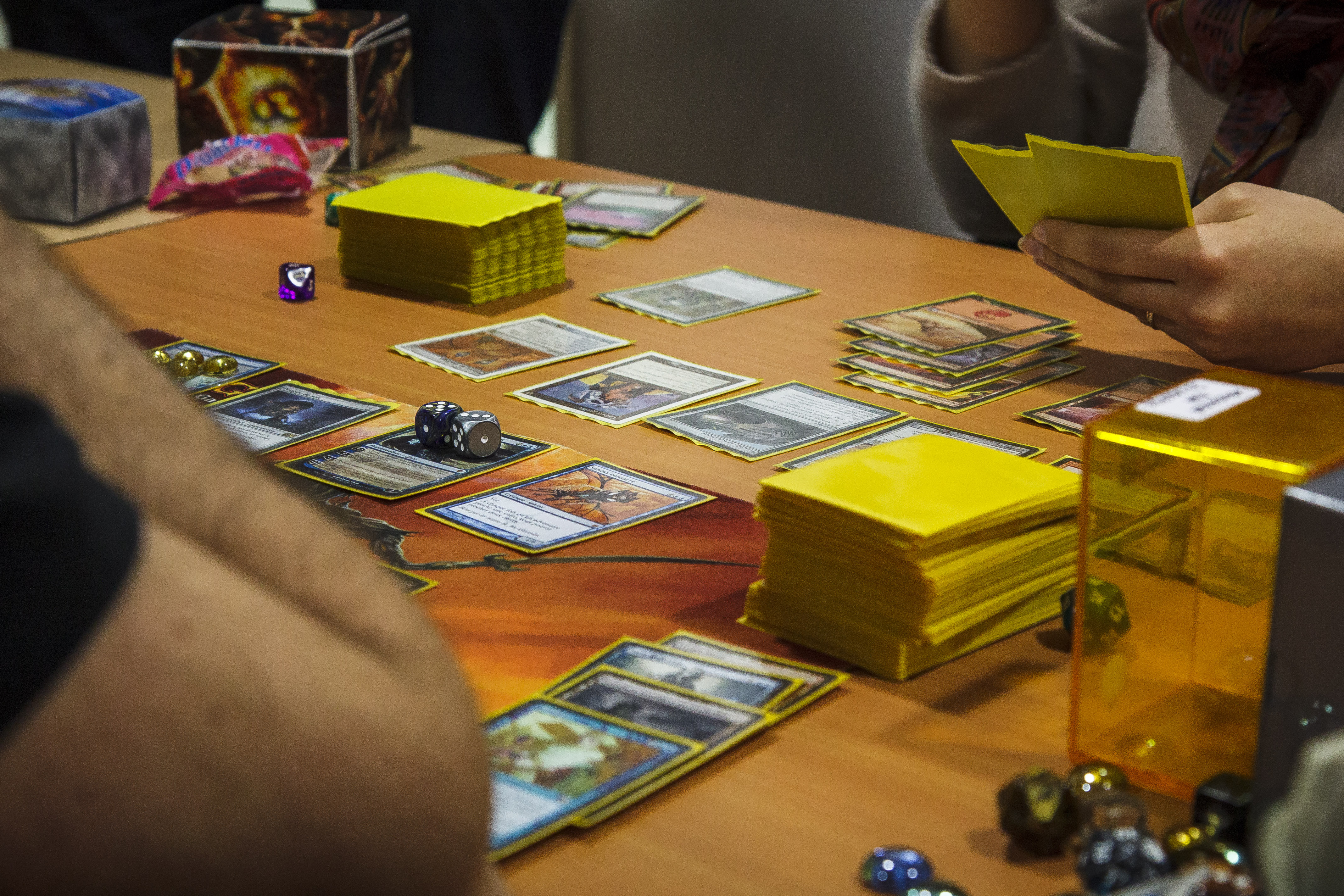
Игра в Magic: The Gathering

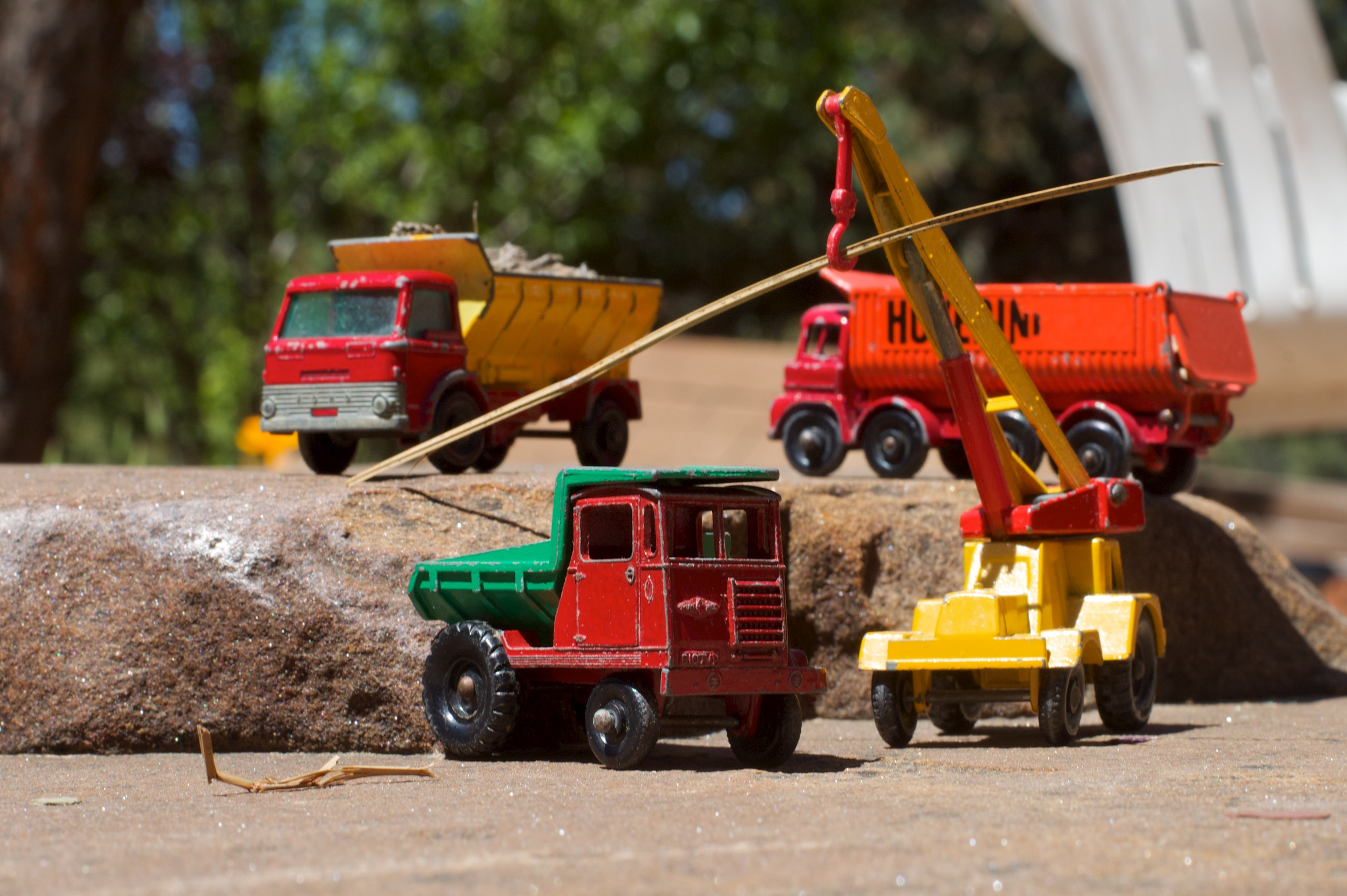
Машинки Matchbox

Следующие игры были добавлены в 2019 году:
1. Раскраска
2. Magic: The Gathering
3. Машинки Matchbox

## 2020-е

### 2020 год

Башня Jenga

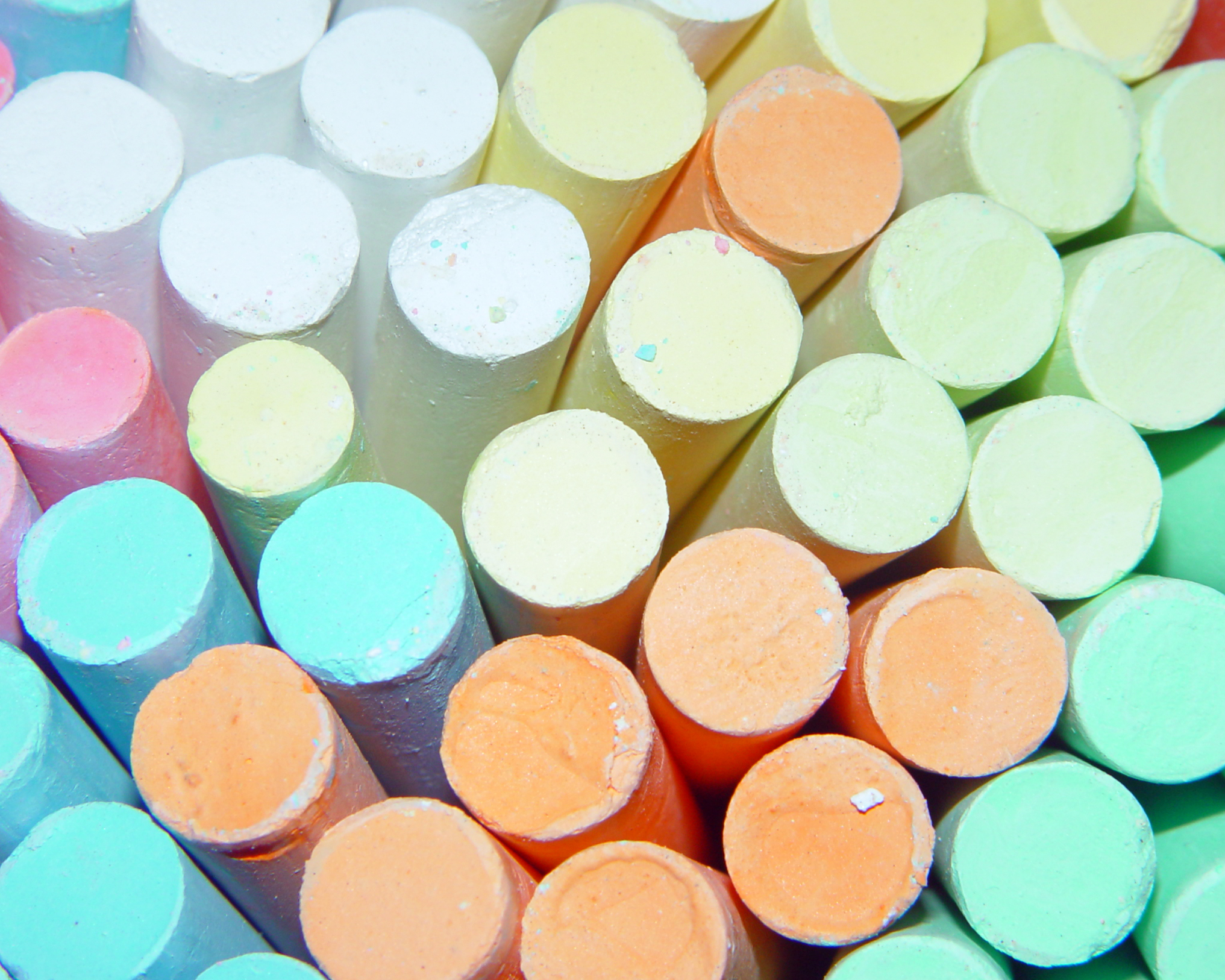
Тротуарный мел

Следующие игры были добавлены в 2020 году:
1. Кукла Baby Nancy
2. Тротуарный мел
3. Дженга

### 2021 год

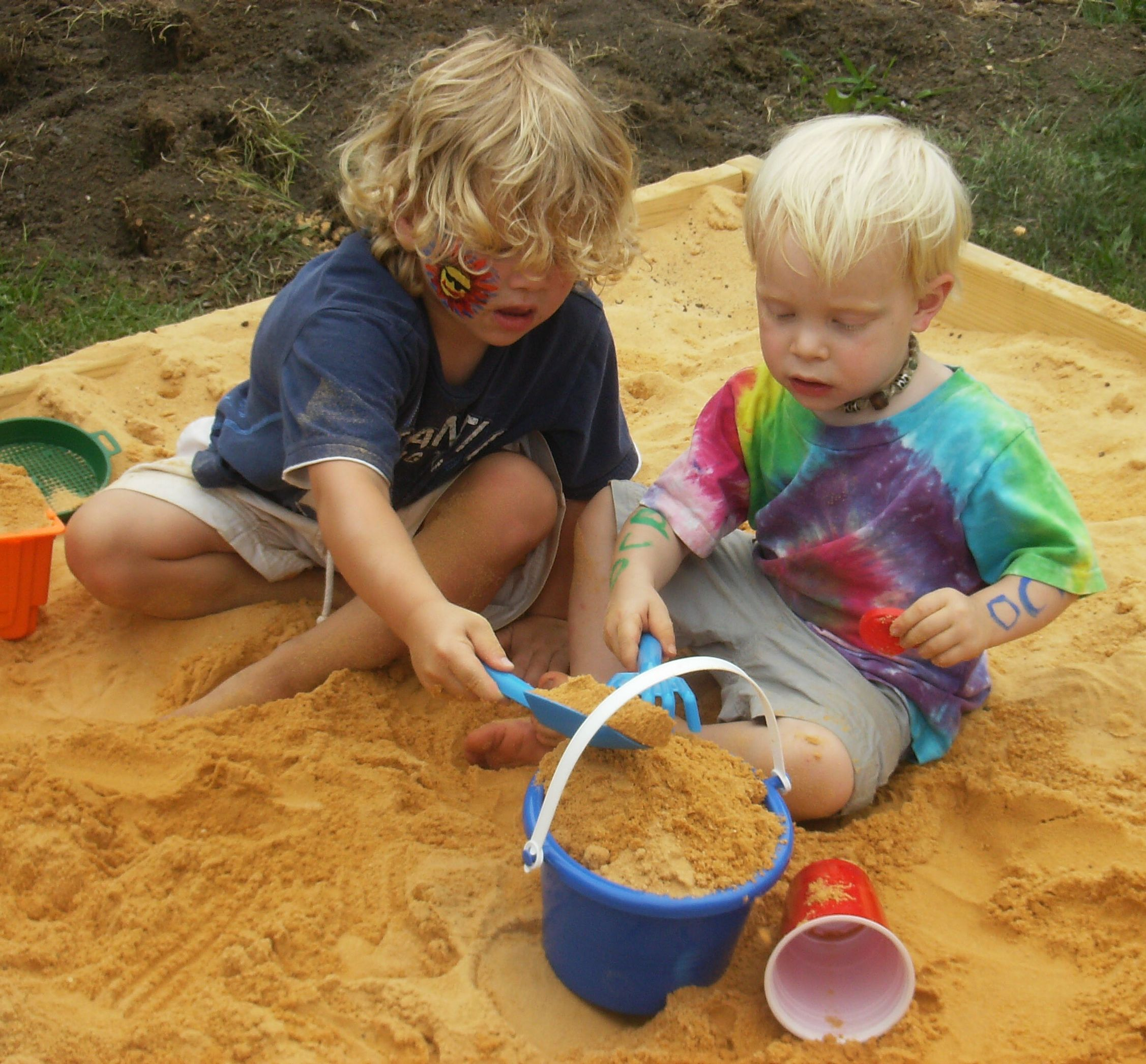
Дети играют в песочнице

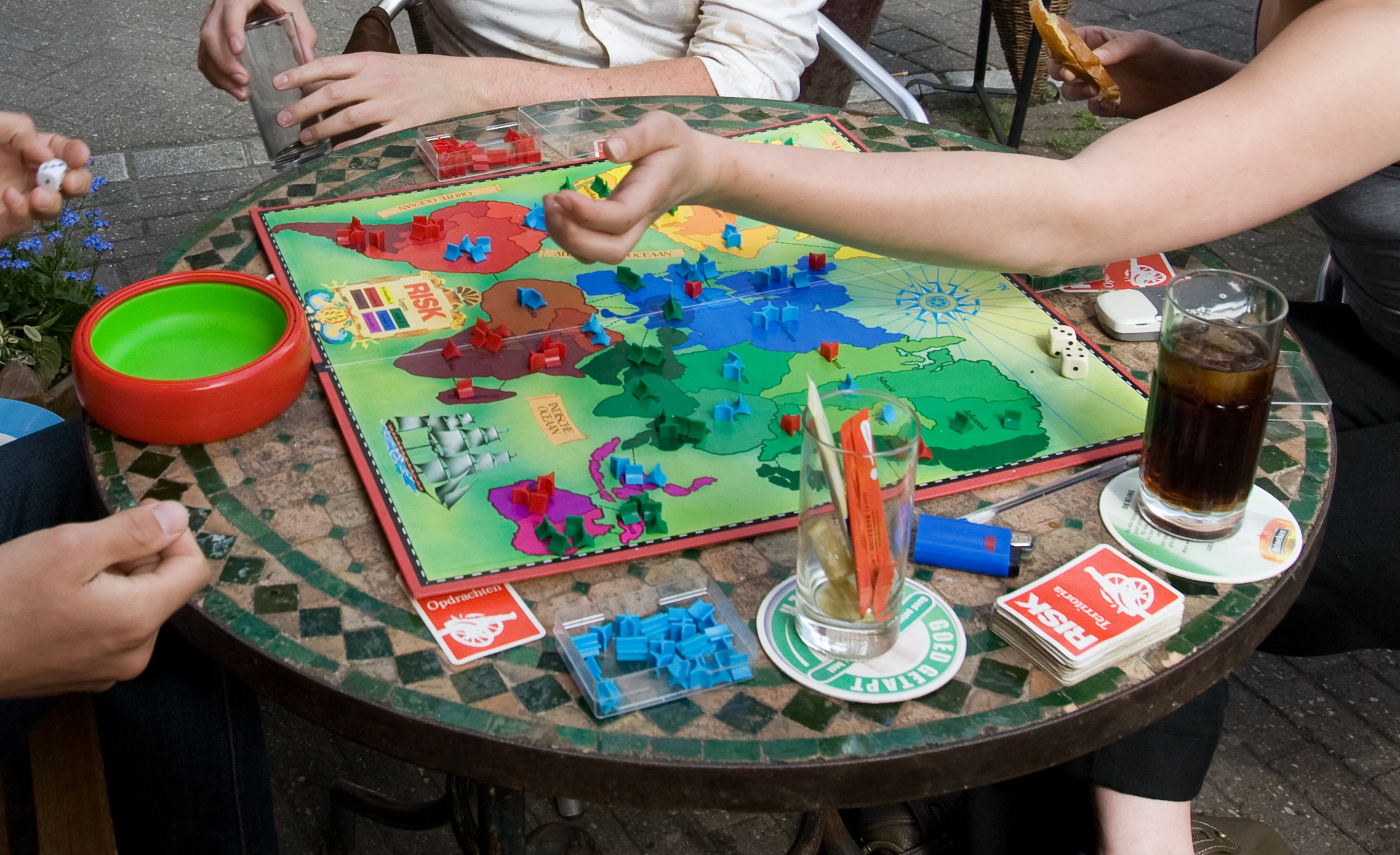
Игра в Risk

Следующие игры были добавлены в 2021 году:
1. Куклы American Girl
2. Risk
3. Песок